# Депутати ВР УРСР 10-го скликання
24 лютого 1980 року обрано 650 депутатів, 20 депутатів дообрано за період 1980—1984 років.
| Прізвище, ім'я, по-батькові             | Де обрано                  | Виборчий округ                  | Посада на час обрання | Примітки                                                             |
| --------------------------------------- | -------------------------- | ------------------------------- | --- | -------------------------------------------------------------------- |
| Авілов Олег Володимирович               | Вінницька область          | Шаргородський                   | Завідувач відділу хімічної промисловості ЦК КПУ |                                                                      |
| Агеєва Валентина Костянтинівна          | Дніпропетровська область   | Павлоградський                  | Головний зоотехнік колгоспу «Україна» (Павлоградського району) |                                                                      |
| Аксеніченко Ганна Антонівна             | Харківська область         | Октябрський                     | Пресувальниця Харківського приладобудівного заводу імені Т. Г. Шевченка |                                                                      |
| Алєйнов Леонід Андрійович               | Дніпропетровська область   | Західнодонбаський               | Бригадир робітників очисного вибою шахти «Першотравнева» виробничого об'єднання «Павлоградвугілля»                                                                                |                                                                      |
| Антонюк Любов Григорівна                | Житомирська область        | Промисловий                     | Електромонтажниця Житомирського заводу «Промавтоматика» |                                                                      |
| Арешкович Василь Данилович              | Одеська область            | Роздільнянський                 | Міністр промислового будівництва УРСР |                                                                      |
| Астрахань Олександр Зіновійович         | Донецька область           | Зугресівський                   | Генеральний директор виробничого об'єднання «Шахтарськантрацит» |                                                                      |
| Афанасьєва Любов Миколаївна             | Львівська область          | Дрогобицький міський            | Паяльниця Дрогобицького заводу автомобільних кранів |                                                                      |
| Бабич Юрій Петрович                     | Дніпропетровська область   | Артемівський                    | 1-й секретар Криворізького міського комітету КПУ |                                                                      |
| Бабичев Федір Семенович                 | Одеська область            | Таїровський                     | Віце-президент Академії наук УРСР |                                                                      |
| Бажан Микола Платонович                 | Ворошиловградська область  | Станично-Луганський             | Поет, головний редактор Української радянської енциклопедії | 23 листопада 1983 помер                                              |
| Байдала Ніна Іванівна                   | Чернігівська область       | Деснянський                     | Шихтувальниця Чернігівського комбінату будівельних матеріалів |                                                                      |
| Байтала Василь Дем'янович               | Львівська область          | Перемишлянський                 | Міністр лісового господарства УРСР |                                                                      |
| Бака Михайло Макарович                  | Дніпропетровська область   | Дніпропетровський               | Голова Комітету по фізичній культурі і спорту при Раді Міністрів УРСР |                                                                      |
| Баклан Дмитро Лукич                     | Волинська область          | Нововолинський                  | Робітник очисного вибою шахти № 4 «Нововолинська» виробничого об'єднання «Укрзахідвугілля»                                                                                        |                                                                      |
| Бандровський Генріх Йосипович           | Львівська область          | Червоноармійський               | 1-й секретар Львівського міського комітету КПУ |                                                                      |
| Бандура Оксана Михайлівна               | Івано-Франківська область  | Галицький                       | Доярка колгоспу імені XXI з'їзду КПРС (Галицького району) |                                                                      |
| Барановський Анатолій Андрійович        | Одеська область            | Іллічівський                    | Бригадир комплексної бригади портових робітників Іллічівського морського торговельного порту                                                                                      |                                                                      |
| Барановський Василь Володимирович       | Вінницька область          | Могилів-Подільський             | Токар Могилів-Подільського машинобудівного заводу імені Кірова |                                                                      |
| Баранюк Іван Дмитрович                  | Івано-Франківська область  | Косівський                      | Різьб'яр Косівського виробничо-художнього об'єднання «Гуцульщина» |                                                                      |
| Барг Ріта Лейбишівна                    | Чернівецька область        | Ленінський                      | Інженер-конструктор Чернівецького заводу «Кварц» |                                                                      |
| Барчук Павло Тимофійович                | Івано-Франківська область  | Рогатинський                    | 2-й секретар Івано-Франківського обласного комітету КПУ |                                                                      |
| Басараба Василь Васильович              | Вінницька область          | Томашпільський                  | Ланковий механізованої ланки колгоспу «Червоний партизан» (Томашпільського району)                                                                                                |                                                                      |
| Бахтін Юрій Георгійович                 | Кримська область           | Алуштинський                    | Голова виконкому Кримської обласної ради |                                                                      |
| Безклубенко Сергій Данилович            | Черкаська область          | Смілянський                     | Міністр культури УРСР |                                                                      |
| Безсмертна Ганна Іванівна               | Дніпропетровська область   | Індустріальний                  | Головний інженер Дніпропетровського швейного виробничого об'єднання «Дніпро» |                                                                      |
| Береза Галина Сергіївна                 | Волинська область          | Луцький                         | Ланкова механізованої ланки колгоспу імені Чапаєва (Луцького району) |                                                                      |
| Бесєдіна Світлана Никифорівна           | Запорізька область         | Орджонікідзевський              | Випробовувач Запорізького заводу апаратури зв'язку |                                                                      |
| Біблик Валентин Васильович              | Харківська область         | Тракторозаводський              | Генеральний директор виробничого об'єднання «Харківський тракторний завод імені С. Орджонікідзе»                                                                                  |                                                                      |
| Білий Михайло Улянович                  | Київ                       | Оболонський                     | Ректор Київського державного університету імені Т. Шевченка |                                                                      |
| Білодід Юрій Андрійович                 | Івано-Франківська область  | Коломийський міський            | Електрозварник Коломийського заводу сільськогосподарських машин |                                                                      |
| Білоусова Людмила Мусіївна              | Донецька область           | Макіївський-Центральний         | Робітниця Макіївської взуттєвої фабрики |                                                                      |
| Біров Антонін Олександрович             | Закарпатська область       | Виноградівський                 | Голова колгоспу «Прикордонник» (Виноградівського району) |                                                                      |
| Богданов Григорій Олександрович         | Хмельницька область        | Дунаївецький                    | Голова Президії Південного (Українського) відділення ВАСГНІЛ |                                                                      |
| Божумінська Степанія Миколаївна         | Івано-Франківська область  | Тлумацький                      | Ланкова колгоспу імені Ілліча (Тлумацького району) |                                                                      |
| Бойко Василь Федорович                  | Київська область           | Васильківський                  | Тракторист колгоспу «40 років Жовтня» (Васильківського району) |                                                                      |
| Бойко Костянтин Петрович                | Чернігівська область       | Щорський                        | Керуючий справами Ради Міністрів УРСР |                                                                      |
| Бойко Степан Григорович                 | Житомирська область        | Ружинський                      | 1-й секретар Ружинського районного комітету КПУ |                                                                      |
| Бойченко Галина Григорівна              | Черкаська область          | Канівський                      | Електромонтажниця Канівського електромеханічного заводу «Магніт» |                                                                      |
| Бойчук Вадим Олександрович              | Івано-Франківська область  | Центральний                     | Голова виконкому Івано-Франківської обласної ради |                                                                      |
| Болдарєв Олег Миколайович               | Одеська область            | Комінтернівський                | Оператор Одеського припортового заводу імені Комсомолу України |                                                                      |
| Бондар Юрій Олександрович               | Хмельницька область        | Ізяславський                    | 2-й секретар Хмельницького обласного комітету КПУ |                                                                      |
| Бондаренко Ганна Марківна               | Донецька область           | Слов'янський                    | Головний зоотехнік колгоспу «Україна» (Слов'янського району) |                                                                      |
| Бондаренко Євген Павлович               | Харківська область         | Мерефянський                    | 1-й секретар Харківського районного комітету КПУ |                                                                      |
| Бондаренко Ніна Олексіївна              | Дніпропетровська область   | Залізничний                     | Водій трамваю Дніпропетровського трамвайно-тролейбусного управління |                                                                      |
| Борисенко Микола Михайлович             | Чернігівська область       | Менський                        | Секретар ЦК КПУ | 8 травня 1980 помер                                                  |
| Борисовський Володимир Захарович        | Дніпропетровська область   | Іллічівський                    | 1-й заступник міністра промислового будівництва УРСР |                                                                      |
| Борисюк Марія Наумівна                  | Ровенська область          | Дубровицький                    | Ланкова колгоспу імені Чапаєва (Дубровицького району) |                                                                      |
| Боровик Катерина Іванівна               | Чернігівська область       | Коропський                      | Ланкова-льонарка колгоспу «Авангард» (Коропського району) |                                                                      |
| Бородай Василь Захарович                | Івано-Франківська область  | Надвірнянський                  | Голова правління Спілки художників УРСР |                                                                      |
| Борозенова Ольга Феодосіївна            | Черкаська область          | Звенигородський                 | Майстер Звенигородського маслосирзаводу |                                                                      |
| Борульов Олександр Миколайович          | Севастополь                | Гагарінський                    | Докер-механізатор Севастопольського морського рибного порту виробничого об'єднання «Атлантика»                                                                                    |                                                                      |
| Брагунцов Володимир Сергійович          | Донецька область           | Ждановський-Центральний         | Комбайнер радгоспу «Приазовський» (Першотравневого району) |                                                                      |
| Бублик Ніна Федорівна                   | Дніпропетровська область   | Красногвардійський              | Токар Дніпровського машинобудівного заводу |                                                                      |
| Бубнов Василь Іванович                  | Дніпропетровська область   | Павлоградський міський          | Бригадир прохідників шахтобудівного управління № 3 комбінату «Дніпрошахтобуд» |                                                                      |
| Будникова Валентина Володимирівна       | Кримська область           | Київський                       | Штукатур пересувної механізованої колони № 176 тресту «Кримсільбуд» |                                                                      |
| Будовський Володимир Володимирович      | Донецька область           | Макіївський-Гірничий            | Бригадир робітників очисного вибою шахти № 3 виробничого об'єднання «Макіїввугілля»                                                                                               |                                                                      |
| Бурлай Володимир Сергійович             | Волинська область          | Ратнівський                     | Директор Радіотелеграфічного агентства України (РАТАУ) при Раді Міністрів УРСР |                                                                      |
| Вальчук Людмила Феодосіївна             | Кіровоградська область     | Голованівський                  | Доярка бурякорадгоспу Ульяновського цукрокомбінату |                                                                      |
| Василенко Тетяна Марківна               | Ворошиловградська область  | Новопсковський                  | Майстер машинного доїння колгоспу імені Шевченка (Новопсковського району) |                                                                      |
| Васильченко Валерій Олександрович       | Кримська область           | Залізничний                     | Командир літака АН-24 Сімферопольського авіапідприємства Українського управління цивільної авіації                                                                                |                                                                      |
| Васюхник Катерина Василівна             | Волинська область          | Центральний                     | Бригадир штукатурів Луцького будівельного управління «Житлобуд-1» комбінату «Волиньпромбуд»                                                                                       |                                                                      |
| Ватченко Олексій Федосійович            | Дніпропетровська область   | Орджонікідзевський              | Голова Президії Верховної Ради УРСР | 22 листопада 1984 помер                                              |
| Ващенко Григорій Іванович               | Харківська область         | Червонозаводський               | 1-й заступник голови Ради Міністрів УРСР |                                                                      |
| Вдовцов Михайло Кирилович               | Вінницька область          | Ямпільський                     | Ланковий механізованої ланки колгоспу «Передовик» (Ямпільського району) |                                                                      |
| Ведерніков Валентин Вадимович           | Харківська область         | Комсомольський                  | Начальник управління комунального господарства виконкому Харківської обласної ради                                                                                                |                                                                      |
| Ведута Павло Пилипович                  | Одеська область            | Березівський                    | Почесний голова колгоспу імені ХХІІ з'їзду КПРС (Березівського району) |                                                                      |
| Веселовська Мирослава Іванівна          | Львівська область          | Буський                         | Ланкова колгоспу імені Мічуріна (Буського району) |                                                                      |
| Винокурова Антоніна Іванівна            | Сумська область            | Путивльський                    | Головний зоотехнік колгоспу імені Ілліча (Путивльського району) |                                                                      |
| Вівтоненко Юлія Валентинівна            | Вінницька область          | Ленінський                      | Старший продавець Вінницького центрального універмагу самообслуговування |                                                                      |
| Вільник Марія Миколаївна                | Херсонська область         | Чаплинський                     | Трактористка радгоспу «Шлях до комунізму» (Каланчацького району) |                                                                      |
| Вінник Анатолій Якович                  | Донецька область           | Макіївський-Кіровський          | 1-й секретар Макіївського міського комітету КПУ |                                                                      |
| Вітоха Валентина Гаврилівна             | Миколаївська область       | Врадіївський                    | Доярка молочнотоварної ферми колгоспу імені Карла Маркса (Врадіївського району)                                                                                                   |                                                                      |
| Вітько Віталій Іванович                 | Дніпропетровська область   | Вузівський                      | Студент Дніпропетровського інституту інженерів залізничного транспорту імені М. І. Калініна                                                                                       |                                                                      |
| Воденіктов Іван Георгійович             | Запорізька область         | Космічний                       | 1-й секретар Запорізького міського комітету КПУ |                                                                      |
| Волга Петро Андрійович                  | Житомирська область        | Радомишльський                  | Ланковий колгоспу імені Калініна (Радомишльського району) |                                                                      |
| Воліков Василь Гаврилович               | Донецька область           | Краснолиманський                | Машиніст електровоза локомотивного депо Красний Лиман імені 50-річчя Радянської України Донецької залізниці                                                                       |                                                                      |
| Волобуєва Віра Андріївна                | Кримська область           | Сімферопольський                | Бригадир птахофабрики «Южна» (Сімферопольського району) |                                                                      |
| Волобуєва Тетяна Іванівна               | Харківська область         | Ленінський                      | Пресувальниця Харківського заводу «Харпластмас» |                                                                      |
| Воловник Іван Костянтинович             | Чернігівська область       | Носівський                      | Голова колгоспу імені Шевченка (Носівського району) |                                                                      |
| Волонтир Маргарита Михайлівна           | Закарпатська область       | Мукачівський міський            | В'язальниця фабрики верхнього трикотажу Мукачівського виробничого трикотажного об'єднання                                                                                         |                                                                      |
| Волощук Михайло Юрійович                | Закарпатська область       | Солотвинський                   | Голова виконкому Закарпатської обласної ради |                                                                      |
| Воронін Василь Олексійович              | Донецька область           | Петровський                     | 1-й заступник міністра вугільної промисловості УРСР | 27 березня 1982 помер                                                |
| Воронов Володимир Іванович              | Миколаївська область       | Баштанський                     | Командуючий авіацією Чорноморського флоту, генерал-полковник |                                                                      |
| Воронько Платон Микитович               | Донецька область           | Артемівський                    | Письменник |                                                                      |
| Врублевський Віталій Костянтинович      | Черкаська область          | Христинівський                  | Помічник 1-го секретаря ЦК КПУ |                                                                      |
| Гаврилишина Любов Іванівна              | Херсонська область         | Скадовський                     | Доярка колгоспу імені Кірова (Скадовського району) |                                                                      |
| Гаврилова Тетяна Андріївна              | Черкаська область          | Тальнівський                    | Голова колгоспу «Здобуток Жовтня» (Тальнівського району) |                                                                      |
| Гаврилюк Микола Васильович              | Івано-Франківська область  | Долинський                      | Слюсар Вигодського лісокомбінату |                                                                      |
| Гаєвський Юрій Федорович                | Одеська область            | Болградський                    | Міністр місцевої промисловості УРСР |                                                                      |
| Гайовий Володимир Максимович            | Київ                       | Мінський                        | 2-й секретар Київського міського комітету КПУ |                                                                      |
| Галкін Володимир Васильович             | Ворошиловградська область  | Сєверодонецький                 | Апаратник Сєверодонецького виробничого об'єднання «Азот» |                                                                      |
| Галян Валентина Василівна               | Кримська область           | Роздольненський                 | Бригадир колгоспу «Советская Родина» (Роздольненського району) |                                                                      |
| Ганнусенко Іван Маркович                | Донецька область           | Харцизький                      | Начальник управління — начальник внутрішніх військ МВС СРСР по Українській РСР і Молдавській РСР, генерал-лейтенант                                                               |                                                                      |
| Гаркуша Микола Андрійович               | Херсонська область         | Цюрупинський                    | Міністр меліорації і водного господарства УРСР |                                                                      |
| Генералов Євген Васильович              | Севастополь                | Балаклавський                   | Голова виконкому Севастопольської міської ради |                                                                      |
| Генуков Ігор Андрійович                 | Львівська область          | Індустріальний                  | Генеральний директор Львівського виробничого об'єднання «Автонавантажувач» |                                                                      |
| Гербеда Ніна Оксенівна                  | Житомирська область        | Корольовський                   | Маляр-штукатур Житомирського домобудівного комбінату |                                                                      |
| Гергелюк Домна Калениківна              | Ровенська область          | Ленінський                      | Прядильниця Ровенського льонокомбінату імені Комсомолу України |                                                                      |
| Гіренко Андрій Миколайович              | Херсонська область         | Дніпровський                    | 2-й секретар Херсонського обласного комітету КПУ |                                                                      |
| Гіржева Раїса Володимирівна             | Ворошиловградська область  | Теплогірський                   | Шліфувальниця Теплогірського заводу гідрообладнання |                                                                      |
| Гладчук Антоніна Петрівна               | Вінницька область          | Козятинський                    | Апаратниця Бродецького цукрокомбінат імені XXV з'їзду КПРС (Козятинського району)                                                                                                 |                                                                      |
| Глух Федір Кирилович                    | Донецька область           | Шахтарський                     | Прокурор УРСР | 4 серпня 1984 помер                                                  |
| Гмиря Надія Андріївна                   | Донецька область           | Ждановський-Приморський         | Сітков'язальниця Ждановської сітков'язальної фабрики |                                                                      |
| Гнатюк Феофанія Олександрівна           | Волинська область          | Ковельський міський             | Свердлувальниця Ковельського заводу сільськогосподарських машин імені 50-річчя СРСР                                                                                               |                                                                      |
| Гнилицька Любов Дмитрівна               | Ворошиловградська область  | Кремінський                     | Оператор по відгодівлі свиней радгоспу-комбінату «Кремінський» (Кремінського району)                                                                                              |                                                                      |
| Гоглєв Михайло Іванович                 | Ровенська область          | Червоноармійський               | Член Військової Ради — начальник Політуправління Центральної групи військ, генерал-майор                                                                                          |                                                                      |
| Голобородько Ілля Іванович              | Херсонська область         | Генічеський                     | Керуючий справами ЦК КПУ |                                                                      |
| Головко Микола Андрійович               | Запорізька область         | Запорізький-Шевченківський      | Слюсар Запорізького електротехнічного заводу |                                                                      |
| Головко Степан Федорович                | Дніпропетровська область   | Криничанський                   | Механізатор держплемзаводу «Щорський» (Криничанського району) |                                                                      |
| Головченко Іван Харитонович             | Ворошиловградська область  | Кіровський                      | Міністр внутрішніх справ УРСР |                                                                      |
| Головченко Федір Петрович               | Миколаївська область       | Єланецький                      | Міністр автомобільного транспорту УРСР |                                                                      |
| Гончаров Леонід Михайлович              | Сумська область            | Сумський                        | Командуючий 8-ю Окремою армією ППО Київського округу ППО, генерал-полковник артилерії                                                                                             |                                                                      |
| Гончарова Тетяна Федорівна              | Тернопільська область      | Ленінський                      | Намотувальниця головного підприємства виробничого об'єднання «Ватра» імені 60-річчя Радянської України                                                                            |                                                                      |
| Горбач Василь Якович                    | Чернігівська область       | Чернігівський                   | Голова колгоспу імені Войкова (Чернігівського району) |                                                                      |
| Гордієнко Олексій Федорович             | Дніпропетровська область   | Дніпровський                    | 1-й секретар Дніпродзержинського міського комітету КПУ |                                                                      |
| Горідько Микола Антонович               | Черкаська область          | Городищенський                  | Бригадир механізованої ланки колгоспу імені Симиренка (Городищенського району) |                                                                      |
| Горішний Василь Михайлович              | Тернопільська область      | Центральний                     | Слюсар виробничого об'єднання «Тернопільський комбайновий завод імені XXV з'їзду КПРС»                                                                                            |                                                                      |
| Горцуєва Галина Кузьмівна               | Одеська область            | Суворовський                    | Машиніст електромостового крану Одеського ливарного заводу «Центроліт» |                                                                      |
| Горяїнов Олексій Іванович               | Полтавська область         | Кременчуцький-Автозаводський    | Генеральний директор Кременчуцького об'єднання по виробництву великовантажних автомобілів «АвтоКрАЗ»                                                                              |                                                                      |
| Горяшко Олексій Маркіянович             | Донецька область           | Селидівський                    | Начальник Українського управління цивільної авіації |                                                                      |
| Грунянський Іван Іванович               | Закарпатська область       | Свалявський                     | Міністр лісової і деревообробної промисловості УРСР |                                                                      |
| Грущенко Іван Павлович                  | Вінницька область          | Пироговський                    | Ректор Вищої партійної школи при ЦК КПУ |                                                                      |
| Гугельський Олег Андрійович             | Тернопільська область      | Підволочиський                  | Тракторист колгоспу «Радянська Україна» (Підволочиського району) |                                                                      |
| Гук Надія Іванівна                      | Хмельницька область        | Хмельницький                    | Економіст колгоспу імені Карла Маркса (Хмельницького району) |                                                                      |
| Гуменюк Любов Максимівна                | Тернопільська область      | Гусятинський                    | Директор Копичинської середньої школи № 2 Гусятинського району |                                                                      |
| Гуріна Варвара Тихонівна                | Ворошиловградська область  | Краснодонський                  | Бригадир малярів шахтобудівного управління № 4 тресту «Краснодоншахтобуд» |                                                                      |
| Гурко Володимир Антонович               | Житомирська область        | Богунський                      | Токар головного підприємства Житомирського виробничого об'єднання «Електровимірювач»                                                                                              |                                                                      |
| Гурський Віктор В'ячеславович           | Херсонська область         | Комсомольський                  | Бригадир столярів Херсонського суднобудівного виробничого об'єднання імені 60-річчя Ленінського комсомолу                                                                         |                                                                      |
| Гуртовий Василь Мусійович               | Кіровоградська область     | Знам'янський                    | Голова колгоспу імені Леніна (Знам'янського району) |                                                                      |
| Гусениця Єва Юріївна                    | Львівська область          | Стрийський                      | Ланкова колгоспу «Заповіт Ілліча» (Жидачівського району) |                                                                      |
| Гусовський Сергій Володимирович         | Київ                       | Березняківський                 | Генеральний директор Київського виробничого об'єднання «Завод Арсенал» | 30 жовтня 1983 помер                                                 |
| Гутовський Григорій Іванович            | Дніпропетровська область   | Інгулецький                     | Голова виконкому Криворізької міської ради |                                                                      |
| Даниленко Іван Якович                   | Одеська область            | Білгород-Дністровський          | Бригадир тракторної бригади колгоспу «Знамя Леніна» (Білгород-Дністровського району)                                                                                              |                                                                      |
| Данилюк Олексій Мусійович               | Ровенська область          | Гощанський                      | Бригадир тракторної бригади колгоспу імені Жданова (Гощанського району) |                                                                      |
| Данченко Сергій Володимирович           | Київ                       | Фрунзівський                    | Головний режисер — директор Київського державного академічного українського драматичного театру імені І. Франка                                                                   |                                                                      |
| Дацько Петро Семенович                  | Одеська область            | Київський                       | 1-й секретар Одеського міського комітету КПУ |                                                                      |
| Дегтярьов Володимир Іванович            | Кіровоградська область     | Олександрійський міський        | Голова Державного комітету УРСР по нагляду за безпечним веденням робіт у промисловості і гірничому нагляду                                                                        |                                                                      |
| Дементьєв Володимир Тимофійович         | Ворошиловградська область  | Лутугинський                    | Член Військової Ради — начальник Політуправління Київського військового округу, генерал-полковник                                                                                 |                                                                      |
| Дербунов Михайло Олександрович          | Харківська область         | Орджонікідзевський              | Директор Харківського 8-го державного підшипникового заводу | 20 червня 1980 помер                                                 |
| Деревягіна Наталія Дмитрівна            | Ворошиловградська область  | Ворошиловський                  | Швея-мотористка Ворошиловградської трикотажної фабрики імені XXV з'їзду КПРС |                                                                      |
| Десяк Ольга Федорівна                   | Вінницька область          | Крижопільський                  | Ланкова-кукурудзовод колгоспу «Україна» (Крижопільського району) |                                                                      |
| Дідик Микола Анатолійович               | Вінницька область          | Вінницький                      | 1-й секретар Вінницького районного комітету КПУ |                                                                      |
| Дмитренко Валентина Олексіївна          | Житомирська область        | Малинський                      | Різчиця бобін Малинської паперової фабрики імені 50-річчя Великої Жовтневої соціалістичної революції                                                                              |                                                                      |
| Довгаль Володимир Микитович             | Дніпропетровська область   | Комінтернівський                | Бригадир бурильників шахти «Центральна» виробничого об'єднання «Кривбасруда» |                                                                      |
| Довгопола Олена Карпівна                | Кіровоградська область     | Бобринецький                    | Доярка колгоспу імені Урицького (Компаніївського району) |                                                                      |
| Довженко Валентина Тимофіївна           | Одеська область            | Біляївський                     | Бригадир радгоспу «Родина» (Біляївського району) |                                                                      |
| Долгополова Ніна Андріївна              | Ворошиловградська область  | Молодогвардійський              | Бригадир молочнотоварної ферми радгоспу імені Пархоменка (Краснодонського району)                                                                                                 |                                                                      |
| Доленко Надія Іванівна                  | Сумська область            | Роменський міський              | В'язальниця Роменського заводу автоматичних телефонних станцій |                                                                      |
| Долібець Марія Григорівна               | Житомирська область        | Дзержинський                    | Ланкова колгоспу «Україна» (Дзержинського району) |                                                                      |
| Дончук Галина Олександрівна             | Одеська область            | Савранський                     | Доярка колгоспу імені Леніна (Балтського району) |                                                                      |
| Дорохін Михайло Костянтинович           | Кримська область           | Сакський                        | Директор держплемптахозаводу імені М. В. Фрунзе (Сакського району) |                                                                      |
| Дорошенко Олександр Матвійович          | Донецька область           | Кіровський                      | Бригадир комплексної бригади робітників очисного вибою шахти «Кіровська» виробничого об'єднання «Донецьквугілля»                                                                  |                                                                      |
| Драган Галина Степанівна                | Кіровоградська область     | Олександрівський                | Електрик Капітанівського цукрового заводу (Новомиргородського району) |                                                                      |
| Дрижова Людмила Петрівна                | Харківська область         | Дзержинський                    | Завідувачка відділення Харківської обласної клінічної лікарні |                                                                      |
| Євіна Надія Василівна                   | Ворошиловградська область  | Лисичанський                    | Оператор Лисичанського нафтопереробного заводу |                                                                      |
| Євтушенко Юлія Василівна                | Кіровоградська область     | Кіровський                      | Шліфувальниця Кіровоградського заводу тракторних гідроагрегатів імені XXV з'їзду КПРС                                                                                             |                                                                      |
| Євченко Раїса Прокопівна                | Харківська область         | Ізюмський                       | Фрезерувальниця Ізюмського оптико-механічного заводу |                                                                      |
| Єжова Олександра Степанівна             | Полтавська область         | Лубенський                      | Ткаля Лубенської ковдряно-повстяної фабрики |                                                                      |
| Єлагін Олександр Сидорович              | Кіровоградська область     | Світловодський                  | Начальник штабу — 1-й заступник командуючого військами Київського військового округу, генерал-лейтенант                                                                           |                                                                      |
| Єльченко Юрій Никифорович               | Харківська область         | Золочівський                    | 1-й секретар Київського міського комітету КПУ |                                                                      |
| Єрьоменко Анатолій Олександрович        | Ворошиловградська область  | Ровеньківський                  | Бригадир робітників очисного вибою шахтоуправління імені Ф. Е. Дзержинського виробничого об'єднання «Донбасантрацит»                                                              |                                                                      |
| Єсаулов Олександр Трохимович            | Дніпропетровська область   | Клочковський                    | Директор Нижньодніпровського трубопрокатного заводу імені Карла Лібкнехта |                                                                      |
| Єсипенко Павло Євменович                | Запорізька область         | Пологівський                    | Заступник голови Ради Міністрів УРСР |                                                                      |
| Єфіменко Георгій Григорович             | Дніпропетровська область   | Петровський                     | Міністр вищої і середньої спеціальної освіти УРСР |                                                                      |
| Жаленко Катерина Марківна               | Кіровоградська область     | Олександрійський                | Вчителька Павлиської середньої школи імені В. О. Сухомлинського Онуфріївського району                                                                                             |                                                                      |
| Жандарова Людмила Миколаївна            | Донецька область           | Костянтинівський міський        | Шліфувальниця Костянтинівського заводу «Автоскло» |                                                                      |
| Жарикова Валентина Євдокимівна          | Донецька область           | Дружківський                    | Токар Дружківського заводу газової апаратури і кранів |                                                                      |
| Жарков Володимир Іванович               | Донецька область           | Ждановський-Жовтневий           | 1-й секретар Ждановського міського комітету КПУ |                                                                      |
| Желіба Володимир Іванович               | Кіровоградська область     | Новоукраїнський                 | Слухач Академії суспільних наук при ЦК КПРС; голова виконкому Кіровоградської обласної ради                                                                                       |                                                                      |
| Жила Микола Іванович                    | Житомирська область        | Овруцький                       | Голова колгоспу імені Тельмана (Овруцького району) |                                                                      |
| Жуганова Галина Петрівна                | Миколаївська область       | Первомайський міський           | Токар Первомайського машинобудівного заводу імені 25 Жовтня |                                                                      |
| Жуков Май Харитонович                   | Донецька область           | Сніжнянський                    | Розмітчик Сніжнянського заводу хімічного машинобудування |                                                                      |
| Журбенко Валентина Павлівна             | Донецька область           | Артемівський міський            | Настильниця Артемівської швейної фабрики імені 8 Березня |                                                                      |
| Забурдаєв Іван Іванович                 | Ворошиловградська область  | Новоайдарський                  | 1-й секретар Новоайдарського районного комітету КПУ |                                                                      |
| Завадська Валентина Василівна           | Вінницька область          | Жмеринський                     | Електрослюсар Жмеринського вагоноремонтного заводу імені 1 Травня |                                                                      |
| Завадська Валентина Володимирівна       | Хмельницька область        | Полонський                      | Сортувальниця Понінківської картонно-паперової фабрики (Полонського району) |                                                                      |
| Заворітня Лідія Андріївна               | Черкаська область          | Уманський                       | Лікар-терапевт Бабанської дільничої лікарні Уманського району |                                                                      |
| Загороднюк Майя Олександрівна           | Київська область           | Ірпінський                      | Лікар-лаборант Ірпінської центральної міської лікарні |                                                                      |
| Загорулько Ілля Іванович                | Ровенська область          | Рокитнівський                   | 2-й секретар Ровенського обласного комітету КПУ |                                                                      |
| Загревський Іван Парфентійович          | Харківська область         | Сахновщинський                  | Голова колгоспу імені Леніна (Сахновщинського району) |                                                                      |
| Зайвий Федір Федорович                  | Миколаївська область       | Снігурівський                   | Голова виконкому Миколаївської обласної ради |                                                                      |
| Зайчук Василь Прокопович                | Хмельницька область        | Старокостянтинівський           | Комбайнер колгоспу «Комунар» (Старокостянтинівського району) |                                                                      |
| Зайчук Володимир Гнатович               | Київська область           | Фастівський                     | Міністр юстиції УРСР |                                                                      |
| Запорожець Іван Миколайович             | Чернігівська область       | Бобровицький                    | Ланковий механізованої ланки колгоспу «Серп і Молот» (Бобровицького району) |                                                                      |
| Здоровець Ніна Миколаївна               | Полтавська область         | Кременчуцький                   | Машиніст баштового крану управління механізації № 5 тресту «Криворіжбудмеханізація»                                                                                               |                                                                      |
| Земляний Микола Петрович                | Миколаївська область       | Корабельний                     | 2-й секретар Миколаївського обласного комітету КПУ |                                                                      |
| Зінов'єва Клавдія Іванівна              | Ворошиловградська область  | Червонопартизанський            | Майстер машинного доїння Свердловської птахофабрики (Свердловського району) |                                                                      |
| Злобін Валерій Пилипович                | Київ                       | Чубарівський                    | Генеральний директор виробничого об'єднання «Київтрактородеталь» |                                                                      |
| Злобін Геннадій Карпович                | Харківська область         | Салтівський                     | Голова Державного комітету УРСР у справах будівництва |                                                                      |
| Змієвська Надія Володимирівна           | Запорізька область         | Василівський                    | Доярка колгоспу імені Ватутіна (Василівського району) |                                                                      |
| Зоненко Андрій Тимофійович              | Кримська область           | Алупкінський                    | Редактор газети «Правда Украины» |                                                                      |
| Зубачук Ніна Степанівна                 | Хмельницька область        | Красилівський                   | Ланкова колгоспу «Шлях до комунізму» (Красилівського району) |                                                                      |
| Зяблов Володимир Григорович             | Донецька область           | Докучаєвський                   | Машиніст екскаватора Докучаєвського флюсо-доломітного заводу |                                                                      |
| Іваненко Борис Васильович               | Тернопільська область      | Теребовлянський                 | Завідувач відділу культури ЦК КПУ |                                                                      |
| Іваніщенко Лука Олексійович             | Черкаська область          | Чорнобаївський                  | Голова колгоспу «Радянська Україна» (Чорнобаївського району) |                                                                      |
| Івкін Олександр Володимирович           | Кримська область           | Феодосійський                   | Фрезерувальник Феодосійського оптико-механічного заводу |                                                                      |
| Ігнат Марія Захарівна                   | Одеська область            | Ренійський                      | Бригадир овочівницької бригади радгоспу «Озерний» (Ізмаїльського району) |                                                                      |
| Ізотова Зоя Павлівна                    | Донецька область           | Дебальцівський                  | Старший оглядач вагонів вагонного депо станції Дебальцеве Донецької залізниці |                                                                      |
| Ілляш Іван Микитович                    | Тернопільська область      | Зборівський                     | Голова виконкому Тернопільської обласної ради |                                                                      |
| Ільчук Марія Броніславівна              | Хмельницька область        | Жовтневий                       | Заточувальниця Хмельницького заводу тракторних агрегатів |                                                                      |
| Іщенко Федір Калістратович              | Черкаська область          | Чигиринський                    | Член Військової Ради — начальник Політуправління Південної групи військ, генерал-лейтенант                                                                                        | 30 жовтня 1980 повноваження складено                                 |
| Каїка Валентина Михайлівна              | Чернігівська область       | Прилуцький міський              | Комплектувальниця Прилуцької панчішної фабрики імені 8 Березня |                                                                      |
| Калашник Іван Петрович                  | Сумська область            | Тростянецький                   | Машиніст тепловоза локомотивного депо Смородине Південної залізниці |                                                                      |
| Калина Ганна Василівна                  | Чернігівська область       | Ніжинський округ                | Голова виконкому Ніжинської районної ради |                                                                      |
| Кальницький Іван Сергійович             | Вінницька область          | Тульчинський                    | Голова колгоспу імені XXV з'їзду КПРС (Тульчинського району) |                                                                      |
| Канівець Михайло Якович                 | Івано-Франківська область  | Верховинський                   | Завідувач відділу легкої і харчової промисловості ЦК КПУ | 15 квітня 1984 помер                                                 |
| Капленко Любов Кузьмівна                | Харківська область         | Великобурлуцький                | Бригадир колгоспу імені Леніна (Великобурлуцького району) |                                                                      |
| Капто Олександр Семенович               | Донецька область           | Ленінський                      | Секретар ЦК КПУ |                                                                      |
| Карпенко Микола Петрович                | Київ                       | Печерський                      | Машиніст екскаватора будівельно-монтажного управління тресту «Будмеханізація» Головкиївміськбуду                                                                                  |                                                                      |
| Касьяненко Олег Якович                  | Чернігівська область       | Срібнянський                    | Міністр легкої промисловості УРСР |                                                                      |
| Качановська Валентина Миколаївна        | Хмельницька область        | Славутський                     | Швачка-мотористка Славутської швейної фабрики |                                                                      |
| Квітко Валентина Олександрівна          | Ворошиловградська область  | Старобільський                  | Трактористка колгоспу імені Фрунзе (Старобільського району) |                                                                      |
| Кизима Василь Трохимович                | Київська область           | Чорнобильський                  | Начальник управління будівництва Чорнобильської атомної станції |                                                                      |
| Кирей Михайло Ілліч                     | Львівська область          | Кам'янко-Бузький                | 1-й секретар Кам'янко-Бузького районного комітету КПУ; голова виконкому Львівської обласної ради                                                                                  |                                                                      |
| Кирпиченко Ольга Петрівна               | Кримська область           | Нижньогірський                  | Бригадир радгоспу «Весна» (Нижньогірського району) |                                                                      |
| Кирюшин Володимир Андрійович            | Миколаївська область       | Веселинівський                  | Помічник 1-го секретаря ЦК КПУ |                                                                      |
| Кифирюк Марія Іванівна                  | Чернівецька область        | Глибоцький                      | Доярка колгоспу імені ХХІІ з'їзду КПРС (Глибоцького району) |                                                                      |
| Кібець Леонід Федорович                 | Кіровоградська область     | Кіровоградський                 | 2-й секретар Кіровоградського обласного комітету КПУ |                                                                      |
| Кіріяк Катерина Йосипівна               | Полтавська область         | Пирятинський                    | Доярка колгоспу «Україна» (Гребінківського району) |                                                                      |
| Кіскіна Галина Федорівна                | Кримська область           | Білогірський                    | Бригадир колгоспу імені Мічуріна (Білогірського району) |                                                                      |
| Кічмаренко Марія Степанівна             | Вінницька область          | Староміський                    | Заступник директора по навчально-виховній роботі Вінницької середньої школи № 22                                                                                                  |                                                                      |
| Клименко Євген Іванович                 | Київська область           | Києво-Святошинський             | Регулювальник апаратури Боярського машинобудівного заводу «Іскра» |                                                                      |
| Книш Лідія Дмитрівна                    | Дніпропетровська область   | Тернівський                     | Оператор пульта управління Північного гірничо-збагачувального комбінату імені Комсомолу України                                                                                   |                                                                      |
| Книш Надія Федорівна                    | Сумська область            | Середино-Будський               | Трактористка колгоспу «Більшовик» (Шосткинського району) |                                                                      |
| Кобернюк Галина Яківна                  | Київська область           | Іванківський                    | Голова колгоспу імені Калініна (Іванківського району) |                                                                      |
| Коваленко Анатолій Дмитрович            | Полтавська область         | Решетилівський                  | Завідувач сільськогосподарського відділу ЦК КПУ |                                                                      |
| Ковалик Ганна Миколаївна                | Херсонська область         | Нововоронцовський               | Завідувачка молочнотоварної ферми колгоспу «Україна» (Нововоронцовського району)                                                                                                  |                                                                      |
| Ковалько Станіслав Павлович             | Вінницька область          | Погребищенський                 | Бригадир комплексної будівельної бригади Погребищенської міжколгоспної будівельної організації                                                                                    |                                                                      |
| Ковальчук Микола Михайлович             | Донецька область           | Ждановський-Іллічівський        | Голова Державного комітету УРСР по професійно-технічній освіті | 3 вересня 1981 помер                                                 |
| Ковінько Анатолій Іванович              | Полтавська область         | Октябрський                     | 1-й секретар Полтавського міського комітету КПУ |                                                                      |
| Кожевников Олександр Іванович           | Київ                       | Петровський                     | Начальник Військової академії протиповітряної оборони Сухопутних військ імені маршала Василевського (м. Київ), генерал-лейтенант артилерії                                        |                                                                      |
| Кожушко Марія Степанівна                | Кримська область           | Джанкойський                    | Бригадир колгоспу «Заповіт Леніна» (Джанкойського району) |                                                                      |
| Козак Христина Олександрівна            | Івано-Франківська область  | Івано-Франківський              | Завідувачка терапевтичного відділення Лисецької центральної районної лікарні Івано-Франківського району                                                                           |                                                                      |
| Козар Марія Юріївна                     | Закарпатська область       | Мукачівський                    | Бригадир польової бригади колгоспу імені Леніна (Мукачівського району) |                                                                      |
| Козеняшев Дмитро Якович                 | Сумська область            | Роменський                      | Голова виконкому Сумської обласної ради |                                                                      |
| Козерук Василь Петрович                 | Харківська область         | Лозівський                      | Міністр фінансів УРСР |                                                                      |
| Козленко Костянтин Григорович           | Запорізька область         | Заводський                      | Сталевар Запорізького електрометалургійного заводу «Дніпроспецсталь» імені А. М. Кузьміна                                                                                         |                                                                      |
| Колбатікова Олександра Федорівна        | Дніпропетровська область   | Південний                       | Вальцювальниця Нікопольського Південнотрубного заводу імені 50-річчя Великої Жовтневої соціалістичної революції                                                                   |                                                                      |
| Колесник Раїса Самсонівна               | Донецька область           | Ворошиловський                  | Солістка опери Донецького державного академічного російського театру опери й балету                                                                                               |                                                                      |
| Колесник Феодосій Дмитрович             | Закарпатська область       | Перечинський                    | Голова правління Укоопспілки |                                                                      |
| Колесникова Світлана Григорівна         | Донецька область           | Залізничний                     | Дільничий лікар Донецької міської дитячої лікарні № 1 |                                                                      |
| Коломієць Юрій Панасович                | Житомирська область        | Новоград-Волинський             | 1-й заступник голови Держплану УРСР |                                                                      |
| Коломоєць Іван Євстафійович             | Запорізька область         | Приморський                     | 1-й секретар Приазовського районного комітету КПУ |                                                                      |
| Коломоєць Юрій Миронович                | Донецька область           | Старобешівський                 | 1-й секретар Старобешівського районного комітету КПУ |                                                                      |
| Колотуха Яків Якович                    | Житомирська область        | Житомирський                    | Секретар Президії Верховної Ради УРСР |                                                                      |
| Кондратенко Анатолій Борисович          | Івано-Франківська область  | Калуський                       | Директор Калуського виробничого об'єднання «Хлорвініл» імені 60-річчя Великої Жовтневої соціалістичної революції                                                                  |                                                                      |
| Кондратюк Микола Кіндратович            | Дніпропетровська область   | Апостолівський                  | Ректор Київської державної консерваторії імені П. І. Чайковського |                                                                      |
| Кондратьєва Любов Кіндратівна           | Київ                       | Дніпровський                    | Ткаля Дарницького шовкового комбінату |                                                                      |
| Конєва Валентина Федорівна              | Кримська область           | Євпаторійський                  | Завідуюча терапевтичним відділенням Євпаторійської міської лікарні № 1 |                                                                      |
| Корець Галина Миколаївна                | Волинська область          | Володимир-Волинський            | Полірувальниця Володимир-Волинської меблевої фабрики |                                                                      |
| Корнієнко Анатолій Іванович             | Ворошиловградська область  | Зоринський                      | 1-й секретар ЦК ЛКСМУ |                                                                      |
| Корнієнко Микола Тихонович              | Дніпропетровська область   | Криворізький                    | Директор держплемзаводу «Червоний шахтар» (Криворізького району) | 12 січня 1984 помер                                                  |
| Корнієнко Павло Панасович               | Сумська область            | Ковпаківський                   | Бригадир комплексної бригади котельників Сумського машинобудівного виробничого об'єднання імені М. В. Фрунзе                                                                      |                                                                      |
| Корнійчук Віктор Григорович             | Донецька область           | Амвросіївський                  | Електрослюсар Амвросіївського цементного комбінату |                                                                      |
| Коротков Олександр Олексійович          | Донецька область           | Ждановський-Орджонікідзевський  | Робітник доменного цеху Ждановського металургійного заводу «Азовсталь» імені С. Орджонікідзе                                                                                      |                                                                      |
| Коротченко Олександр Дем'янович         | Львівська область          | Турківський                     | Голова Центрального комітету ДТСААФ УРСР, генерал-лейтенант авіації |                                                                      |
| Костогриз Валентина Семенівна           | Дніпропетровська область   | Барикадний                      | Бригадир штукатурів тресту «Дніпробудмеханізація» |                                                                      |
| Костюк Платон Григорович                | Київ                       | Жовтневий                       | Директор Інституту фізіології імені О. О. Богомольця Академії наук УРСР |                                                                      |
| Косякова Ольга Данилівна                | Київ                       | Дарницький                      | Штампувальниця Київського заводу «Радіовимірювач» |                                                                      |
| Косяченко Ганна Яківна                  | Київська область           | Яготинський                     | Ланкова колгоспу «Заповіт Леніна» (Яготинського району) |                                                                      |
| Котелевська Надія Павлівна              | Запорізька область         | Вільнянський                    | Доярка колгоспу імені Леніна (Новомиколаївського району) |                                                                      |
| Котко Майя Іванівна                     | Ровенська область          | Березнівський                   | Вчителька Березнівської середньої школи № 2 |                                                                      |
| Котов Юрій Борисович                    | Волинська область          | Ківерцівський                   | Міністр сільського будівництва УРСР |                                                                      |
| Коцюруба Марія Іванівна                 | Вінницька область          | Іллінецький                     | Доярка бурякорадгоспу Кам'яногірського цукрового комбінату (Іллінецького району)                                                                                                  |                                                                      |
| Кочевих Іван Павлович                   | Львівська область          | Залізничний                     | Заступник голови Ради Міністрів УРСР |                                                                      |
| Кравець Марія Василівна                 | Київська область           | Вишгородський                   | Електрозварник Вишгородського заводу залізобетонних виробів тресту «Південатоменергобуд»                                                                                          |                                                                      |
| Кравцова Катерина Іллівна               | Львівська область          | Мостиський                      | Доярка колгоспу «Жовтень» (Мостиського району) |                                                                      |
| Кравченко Любов Миколаївна              | Дніпропетровська область   | Бабушкінський                   | Машиніст електромостового крану Дніпропетровського заводу важких пресів |                                                                      |
| Кравчук Леонід Макарович                | Київська область           | Таращанський                    | Завідувач відділу пропаганди і агітації ЦК КПУ |                                                                      |
| Красношапка Юрій Олексійович            | Київська область           | Білоцерківський-Заводський      | 1-й секретар Білоцерківського міського комітету КПУ |                                                                      |
| Кременицький Віктор Олександрович       | Житомирська область        | Ємільчинський                   | Голова виконкому Житомирської обласної ради |                                                                      |
| Кривонос Петро Федорович                | Житомирська область        | Коростенський міський           | Начальник Південно-Західної залізниці | 19 жовтня 1980 помер                                                 |
| Криворучко Леонтій Леонтійович          | Вінницька область          | Немирівський                    | 2-й секретар Вінницького обласного комітету КПУ |                                                                      |
| Кривотульська Євгенія Євгенівна         | Чернівецька область        | Садгірський                     | Складальниця шпону Чернівецької меблевої фабрики імені 50-річчя СРСР |                                                                      |
| Кривошеєва (Лучанінова) Тетяна Павлівна | Сумська область            | Шосткинський                    | Апаратниця Шосткинського виробничого об'єднання «Свема» імені 50-річчя СРСР |                                                                      |
| Крилач Володимир Михайлович             | Вінницька область          | Тиврівський                     | Начальник комбінату «Вінницькпромбуд» |                                                                      |
| Кругликова Галина Петрівна              | Донецька область           | Краматорський-Торецький         | Машиніст крана Краматорського заводу важкого верстатобудування імені В. Я. Чубаря                                                                                                 |                                                                      |
| Круглич Геннадій Михайлович             | Київ                       | Радянський                      | Слюсар-складальник механічних майстерень Київського приладобудівного заводу |                                                                      |
| Крушинський Юрій Дмитрович              | Черкаська область          | Уманський міський               | 2-й секретар Черкаського обласного комітету КПУ |                                                                      |
| Крючков Василь Дмитрович                | Дніпропетровська область   | Калінінський                    | Завідувач відділу оборонної промисловості ЦК КПУ |                                                                      |
| Крючков Георгій Корнійович              | Запорізька область         | Мелітопольський-Індустріальний  | Завідувач відділу організаційно-партійної роботи ЦК КПУ |                                                                      |
| Кубарєв Василь Миколайович              | Харківська область         | Чугуївський                     | Начальник Військової інженерної радіотехнічної академії протиповітряної оборони імені Маршала Говорова (м. Харків), генерал-полковник авіації                                     |                                                                      |
| Кузик Григорій Йосипович                | Вінницька область          | Бершадський                     | Голова колгоспу імені ХХІІ з'їзду КПРС (Бершадського району) |                                                                      |
| Кузнєцов Віктор Васильович              | Київська область           | Броварський міський             | Пічовий Броварського заводу порошкової металургії імені 60-річчя Радянської України                                                                                               |                                                                      |
| Кузьменко Надія Степанівна              | Полтавська область         | Глобинський                     | Трактористка колгоспу «Росія» (Глобинського району) |                                                                      |
| Кузьменко Петро Григорович              | Житомирська область        | Володарсько-Волинський          | Тракторист колгоспу імені Якіра (Червоноармійського району) |                                                                      |
| Кулагін Володимир Петрович              | Сумська область            | Зарічний                        | Бригадир комплексної бригади Сумського будівельно-монтажного управління «Культпобутбуд» тресту «Сумжитлобуд»                                                                      |                                                                      |
| Кулик Володимир Самійлович              | Чернігівська область       | Рокоссовський                   | Регулювальник радіоапаратури виробничого об'єднання «Чернігівський радіоприладний завод»                                                                                          |                                                                      |
| Кунда Євген Васильович                  | Донецька область           | Горлівський                     | Завідувач відділу будівництва і міського господарства ЦК КПУ |                                                                      |
| Кутєпова Віра Дмитрівна                 | Миколаївська область       | Новобузький                     | Трактористка колгоспу «Шлях до комунізму» (Казанківського району) |                                                                      |
| Кутрань Анатолій Автономович            | Тернопільська область      | Лановецький                     | Слюсар Лановецького цукрового заводу |                                                                      |
| Куцаєв Юрій Іванович                    | Харківська область         | Шевченківський                  | 1-й заступник голови виконкому Харківської обласної ради |                                                                      |
| Куцевол Василь Степанович               | Львівська область          | Дрогобицький                    | Голова Комітету народного контролю Ради Міністрів УРСР |                                                                      |
| Куцик Катерина Василівна                | Львівська область          | Самбірський міський             | Швея-мотористка Самбірської швейної фабрики Львівського виробничого швейного об'єднання «Спецодяг»                                                                                |                                                                      |
| Кучеренко Віктор Григорович             | Донецька область           | Ждановський                     | Голова виконкому Ждановської міської ради |                                                                      |
| Лавриненко Микола Васильович            | Волинська область          | Любомльський                    | Начальник військ Західного прикордонного округу КДБ УРСР, генерал-лейтенант |                                                                      |
| Лавриненков Володимир Дмитрович         | Хмельницька область        | Білогірський                    | Начальник штабу — заступник начальника Цивільної оборони УРСР, генерал-полковник авіації                                                                                          |                                                                      |
| Лаврухін Микола Васильович              | Київ                       | Артемівський                    | 1-й заступник голови виконкому Київської міської ради |                                                                      |
| Ладика Любов Іванівна                   | Харківська область         | Радянський                      | Машиніст крану управління «Харківметробуд» |                                                                      |
| Ланкратов Микола Олексійович            | Кіровоградська область     | Долинський                      | Комбайнер колгоспу «Україна» (Долинського району) |                                                                      |
| Левицька Параска Іванівна               | Івано-Франківська область  | Залізничний                     | Швачка Івано-Франківської фабрики художніх виробів імені Рози Люксембург |                                                                      |
| Левчик Валентина Миколаївна             | Черкаська область          | Золотоніський                   | Доярка колгоспу «Більшовик» (Золотоніського району) |                                                                      |
| Левчишин Борис Олексійович              | Волинська область          | Маневицький                     | Голова колгоспу імені Леніна (Маневицького району) |                                                                      |
| Левчук Тимофій Васильович               | Львівська область          | Городоцький                     | 1-й секретар правління Спілки кінематографістів УРСР, режисер Київської кіностудії художніх фільмів імені О. Довженка                                                             |                                                                      |
| Ленчинський Віктор Петрович             | Чернівецька область        | Сторожинецький                  | Голова виконкому Чернівецької обласної ради |                                                                      |
| Лизунов Павло Борисович                 | Кримська область           | Бахчисарайський                 | Тракторист колгоспу імені В. І. Леніна (Бахчисарайського району) |                                                                      |
| Лисенко В'ячеслав Григорович            | Одеська область            | Арцизький                       | Начальник Головного управління по садівництву, виноградарству і виноробній промисловості УРСР                                                                                     |                                                                      |
| Лисенко Іван Петрович                   | Київська область           | Бородянський                    | Голова виконкому Київської обласної ради |                                                                      |
| Лисенко Павлина Микитівна               | Черкаська область          | Шполянський                     | Свинарка колгоспу імені Шевченка (Катеринопільського району) |                                                                      |
| Лисицин Віктор Опанасович               | Ворошиловградська область  | Слов'яносербський               | Голова виконкому Ворошиловградської обласної ради |                                                                      |
| Лісничий Григорій Омелянович            | Ворошиловградська область  | Новодружеський                  | Начальник Головного управління по нафтопереробній і нафтохімічній промисловості УРСР                                                                                              |                                                                      |
| Ліщук Володимир Давидович               | Хмельницька область        | Чемеровецький                   | Голова колгоспу імені Леніна (Чемеровецького району) | 11 листопада 1980 помер                                              |
| Логвин Віталій Дмитрович                | Полтавська область         | Полтавський-Київський           | Бригадир комплексної бригади будівельно-монтажного управління «Цивільбуд» тресту «Полтавпромбуд»                                                                                  |                                                                      |
| Лубенець Григорій Кузьмич               | Кіровоградська область     | Індустріальний                  | Міністр будівництва підприємств важкої індустрії УРСР |                                                                      |
| Лубенець Катерина Григорівна            | Сумська область            | Кролевецький                    | Ланкова колгоспу імені Щорса (Кролевецького району) |                                                                      |
| Луговський Олексій Іванович             | Ворошиловградська область  | Комунарський                    | Сталевар мартенівського цеху Комунарського металургійного заводу |                                                                      |
| Лукінов Іван Іларіонович                | Кримська область           | Ленінський                      | Віце-президент Академії наук УРСР, директор Інституту економіки АН УРСР |                                                                      |
| Лук'яненко Олександра Михайлівна        | Вінницька область          | Липовецький                     | Міністр соціального забезпечення УРСР |                                                                      |
| Лук'янова Антоніна Олексіївна           | Харківська область         | Харківський                     | Бригадир радгоспу імені Калініна (Харківського району) |                                                                      |
| Лушпа Михайло Панасович                 | Сумська область            | Ленінський                      | 1-й секретар Сумського міського комітету КПУ |                                                                      |
| Лях Іван Опанасович                     | Дніпропетровська область   | Нижньодніпровський              | Голова виконкому Дніпропетровської міської ради |                                                                      |
| Ляшко Іван Іванович                     | Київ                       | Ворошиловський                  | Голова правління товариства «Знання» УРСР |                                                                      |
| Ляшко Олександр Павлович                | Київська область           | Білоцерківський-Центральний     | Голова Ради Міністрів УРСР |                                                                      |
| Маєвський Валентин Володимирович        | Одеська область            | Центральний                     | Завідувач відділу транспорту і зв'язку ЦК КПУ |                                                                      |
| Мазар (Дерда) Ганна Іванівна            | Закарпатська область       | Рахівський                      | Доярка колгоспу «Перше Травня» (Рахівського району) |                                                                      |
| Мазуркова Марія Ізмаїлівна              | Хмельницька область        | Летичівський                    | Завідувачка птахоферми колгоспу «Україна» (Летичівського району) |                                                                      |
| Максимович Микола Григорович            | Львівська область          | Першотравневий                  | Ректор Львівського державного університету імені Івана Франка | 29 червня 1981 помер                                                 |
| Макухін Олексій Наумович                | Запорізька область         | Кам'янсько-Дніпровський         | Міністр енергетики і електрифікації УРСР |                                                                      |
| Малий Михайло Олександрович             | Миколаївська область       | Заводський                      | Бригадир токарів Чорноморського суднобудівного заводу |                                                                      |
| Малихін Анатолій Миколайович            | Одеська область            | Чорноморський                   | Голова виконкому Одеської міської ради |                                                                      |
| Малініна (Єфимова) Валентина Миколаївна | Київ                       | Шевченківський                  | Робітниця-травильниця Київського виробничого об'єднання «Кристал» |                                                                      |
| Манжула Анатолій Олександрович          | Ворошиловградська область  | Антрацитівський                 | Заступник міністра вугільної промисловості УРСР |                                                                      |
| Манойло Микола Федорович                | Харківська область         | Люботинський                    | Соліст опери Харківського державного академічного театру опери і балету імені М. В. Лисенка                                                                                       |                                                                      |
| Марченко Іван Лаврович                  | Київська область           | Переяслав-Хмельницький          | Начальник механізованого загону державного племінного заводу «Колос» (Переяслав-Хмельницького району)                                                                             |                                                                      |
| Масик Костянтин Іванович                | Одеська область            | Балтський                       | 2-й секретар Одеського обласного комітету КПУ |                                                                      |
| Масол Віталій Андрійович                | Одеська область            | Фрунзівський                    | Заступник голови Ради Міністрів УРСР, голова Держплану УРСР |                                                                      |
| Махлай Володимир Олександрович          | Херсонська область         | Каховський                      | 1-й секретар Каховського міського комітету КПУ |                                                                      |
| Мацегора Євген Олександрович            | Донецька область           | Новокраматорський               | Генеральний директор виробничого об'єднання «Новокраматорський машинобудівний завод»                                                                                              |                                                                      |
| Мацьо Ганна Павлівна                    | Львівська область          | Миколаївський                   | Дозувальниця руди збагачувальної фабрики Роздольського виробничого об'єднання «Сірка»                                                                                             |                                                                      |
| Медведєв Павло Миколайович              | Севастополь                | Севастопольський                | Член Військової Ради — начальник Політуправління Чорноморського флоту, віце-адмірал                                                                                               |                                                                      |
| Медовар Борис Ізраїльович               | Київ                       | Московський                     | Завідувач відділу Інституту електрозварювання імені Є. О. Патона Академії наук УРСР                                                                                               |                                                                      |
| Мелимука Юрій Миколайович               | Тернопільська область      | Борщівський                     | 2-й секретар Тернопільського обласного комітету КПУ |                                                                      |
| Мельник Анатолій Васильович             | Житомирська область        | Бердичівський                   | Тракторист колгоспу імені Леніна (Бердичівського району) |                                                                      |
| Мельник Яків Васильович                 | Львівська область          | Стрийський міський              | Коваль-штампувальник Стрийського вагоноремонтного заводу |                                                                      |
| Меркулов Анатолій Всеволодович          | Закарпатська область       | Ужгородський                    | Завідувач відділу зарубіжних зв'язків ЦК КПУ |                                                                      |
| Метляєв Василь Кирилович                | Херсонська область         | Великолепетихський              | Голова виконкому Херсонської обласної ради |                                                                      |
| Миронов Василь Петрович                 | Донецька область           | Будьоннівський                  | 1-й секретар Донецького міського комітету КПУ |                                                                      |
| Мисак Петро Васильович                  | Львівська область          | Червоноградський                | Бригадир робітників очисного вибою шахти імені 60-річчя Великої Жовтневої соціалістичної революції виробничого об'єднання «Укрзахідвугілля»                                       |                                                                      |
| Мисниченко Владислав Петрович           | Харківська область         | Богодухівський                  | 2-й секретар Харківського обласного комітету КПУ |                                                                      |
| Мілян Микола Іванович                   | Львівська область          | Ленінський                      | Бригадир слюсарів-складальників Львівського автобусного заводу імені 50-річчя СРСР                                                                                                |                                                                      |
| Мінаєв Іван Григорович                  | Ворошиловградська область  | Вахрушевський                   | Начальник комбінату «Ворошиловграджитлобуд» |                                                                      |
| Міщенко Микола Васильович               | Харківська область         | Широнінський                    | Наладчик автоматичних ліній Харківського моторобудівного заводу «Серп і Молот» |                                                                      |
| Мовчан Галина Макарівна                 | Одеська область            | Кілійський                      | Головний агроном колгоспу імені Кутузова (Кілійського району) |                                                                      |
| Мокій Олена Михайлівна                  | Тернопільська область      | Бучацький                       | Ланкова Бучацького радгоспу-технікуму (Бучацького району) |                                                                      |
| Момотенко Микола Петрович               | Полтавська область         | Гадяцький                       | Голова Державного комітету УРСР по виробничо-технічному забезпеченню сільського господарства                                                                                      | 13 січня 1981 помер                                                  |
| Моссаковський Володимир Іванович        | Дніпропетровська область   | Жовтневий                       | Ректор Дніпропетровського державного університету імені 300-річчя возз'єднання України з Росією                                                                                   |                                                                      |
| Москальков Петро Іванович               | Запорізька область         | Токмацький                      | Голова виконкому Запорізького обласної ради |                                                                      |
| Мостовий Павло Іванович                 | Харківська область         | Барвінківський                  | Голова Державного комітету УРСР по матеріально-технічному постачанню |                                                                      |
| Моторний Дмитро Костянтинович           | Херсонська область         | Білозерський                    | Голова колгоспу імені Кірова (Білозерського району) |                                                                      |
| Муляр Іван Степанович                   | Хмельницька область        | Кам'янець-Подільський міський   | Фрезерувальник Кам'янець-Подільського електромеханічного заводу |                                                                      |
| Муратов Федір Спиридонович              | Сумська область            | Охтирський                      | Голова колгоспу імені Г. І. Петровського (Охтирського району) |                                                                      |
| Мусенко Григорій Іванович               | Донецька область           | Заводський                      | Вальцювальник Донецького металургійного заводу імені В. І. Леніна |                                                                      |
| Мусієнко Петро Кирилович                | Чернігівська область       | Прилуцький                      | Завідувач загального відділу ЦК КПУ |                                                                      |
| Муха Степан Несторович                  | Вінницька область          | Мурованокуриловецький           | 1-й заступник голови Комітету державної безпеки УРСР, генерал-майор |                                                                      |
| Мушинська Віра Павлівна                 | Чернігівська область       | Новозаводський                  | Перемотувальниця Чернігівського виробничого об'єднання «Хімволокно» імені 50-річчя Великої Жовтневої соціалістичної революції                                                     |                                                                      |
| Мяловицький Анатолій Володимирович      | Кіровоградська область     | Гайворонський                   | Головний редактор журналу «Комуніст України» |                                                                      |
| Нагорних Іван Михайлович                | Одеська область            | Жовтневий                       | Керуючий трестом «Чорноморгідробуд» |                                                                      |
| Назаренко Ганна Пантеліївна             | Харківська область         | Фрунзенський                    | Заточувальниця Харківського заводу тракторних двигунів |                                                                      |
| Найдьонова Людмила Василівна            | Дніпропетровська область   | Марганецький                    | Машиніст мостового крана Марганецького гірничо-збагачувального комбінату імені 60-річчя Радянської України                                                                        |                                                                      |
| Наута Тамара Федорівна                  | Кіровоградська область     | Новоархангельський              | Голова виконкому Новоархангельської районної ради |                                                                      |
| Небукін Василь Іванович                 | Донецька область           | Єнакіївський                    | Вальцювальник Єнакіївського металургійного заводу |                                                                      |
| Невідник Тетяна Леонтіївна              | Полтавська область         | Кобеляцький                     | Доярка колгоспу «Маяк комунізму» (Кобеляцького району) |                                                                      |
| Негора Лідія Вікторівна                 | Дніпропетровська область   | Солонянський                    | Доярка колгоспу імені Калініна (Солонянського району) |                                                                      |
| Недашковський Дмитро Григорович         | Сумська область            | Глухівський                     | Завідувач відділу планових і фінансових органів ЦК КПУ |                                                                      |
| Недєлін Вадим Серафимович               | Вінницька область          | Тростянецький                   | Командуючий 43-ю Вінницькою Ракетною армією, генерал-лейтенант |                                                                      |
| Нестеренко Віктор Михайлович            | Запорізька область         | Запорізький-Ленінський          | Бригадир складальників трансформаторів виробничого об'єднання «Запоріжтрансформатор» імені В. І. Леніна                                                                           |                                                                      |
| Нестерець Павло Петрович                | Полтавська область         | Машівський                      | Голова колгоспу «Україна» (Машівського району) |                                                                      |
| Нестерова Ніна Іванівна                 | Донецька область           | Новоазовський                   | Телятниця колгоспу «Серп і Молот» (Тельмановського району) |                                                                      |
| Нетреба Олена Федорівна                 | Чернігівська область       | Борзнянський                    | Лікар Борзнянської центральної районної лікарні |                                                                      |
| Нетяга Валентина Григорівна             | Харківська область         | Гагарінський                    | Токар Харківського виробничого об'єднання «Завод імені Малишева» |                                                                      |
| Нівалов Микола Миколайович              | Дніпропетровська область   | Гірняцький                      | 2-й секретар Дніпропетровського обласного комітету КПУ |                                                                      |
| Ніколаєв Микола Федорович               | Ворошиловградська область  | Первомайський                   | Заступник Голови Ради Міністрів УРСР |                                                                      |
| Нікуліщев Володимир Михайлович          | Чернігівська область       | Ічнянський                      | 2-й секретар Чернігівського обласного комітету КПУ |                                                                      |
| Новік Поліна Федорівна                  | Ворошиловградська область  | Біловодський                    | Майстер машинного доїння колгоспу «Заповіт Леніна» (Біловодського району) | 13 жовтня 1983 загинула                                              |
| Ночовкін Анатолій Петрович              | Полтавська область         | Миргородський                   | 2-й секретар Полтавського обласного комітету КПУ |                                                                      |
| Овчаров Іван Васильович                 | Донецька область           | Великоновосілківський           | Директор радгоспу «Макстрой» (Великоновосілківського району) |                                                                      |
| Олененко Юрій Олександрович             | Закарпатська область       | Тячівський                      | Голова Державного комітету УРСР по кінематографії |                                                                      |
| Оленюх Яніна Степанівна                 | Тернопільська область      | Тернопільський                  | Зоотехнік-селекціонер колгоспу «Заповіт Леніна» (Тернопільського району) |                                                                      |
| Олешко Тетяна Іванівна                  | Дніпропетровська область   | Новомосковський міський         | Машиніст електромостового крана Новомосковського трубного заводу імені 50-річчя Радянської України                                                                                |                                                                      |
| Олійник Борис Ілліч                     | Київ                       | Комсомольський                  | Поет, секретар правління Спілки письменників України |                                                                      |
| Ольшанська Наталія Олександрівна        | Ворошиловградська область  | Ватутінський                    | Швачка-мотористка головного підприємства Ворошиловградського виробничого швейного об'єднання                                                                                      |                                                                      |
| Омелічев Броніслав Олександрович        | Івано-Франківська область  | Рожнятівський                   | Командуючий армією, генерал-майор |                                                                      |
| Омельченко Микола Григорович            | Дніпропетровська область   | Самарський                      | Секретар Дніпропетровського міського комітету КПУ |                                                                      |
| Орлик Марія Андріївна                   | Полтавська область         | Ленінський                      | Заступник Голови Ради Міністрів УРСР |                                                                      |
| Осипов Володимир Васильович             | Дніпропетровська область   | Петропавловський                | Командуючий 6-ю гвардійською танковою армією Київського військового округу, генерал-майор танкових військ                                                                         |                                                                      |
| Осіна Валентина Інокентіївна            | Кримська область           | Курчатовський                   | Монтажниця заводу телевізорів імені 50-річчя СРСР Сімферопольського виробничого об'єднання «Фотон»                                                                                |                                                                      |
| Осінська Валентина Василівна            | Хмельницька область        | Шепетівський                    | Доярка колгоспу імені Дзержинського (Шепетівського району) |                                                                      |
| Оснач Василь Павлович                   | Тернопільська область      | Збаразький                      | Голова президії Українського товариства дружби і культурних зв'язків із зарубіжними країнами                                                                                      |                                                                      |
| Остафієвич Марія Федорівна              | Чернівецька область        | Першотравневий                  | В'язальниця Чернівецького виробничого панчішного об'єднання імені 50-річчя Великої Жовтневої соціалістичної революції                                                             |                                                                      |
| Охмакевич Микола Федорович              | Сумська область            | Білопільський                   | Голова Державного комітету УРСР по телебаченню і радіомовленню |                                                                      |
| Ошко Володимир Петрович                 | Дніпропетровська область   | Ленінський                      | 1-й секретар Дніпропетровського міського комітету КПУ |                                                                      |
| Павленко Федір Іванович                 | Донецька область           | Красноармійський                | Голова колгоспу імені Горького (Красноармійського району) |                                                                      |
| Пайдак Марія Юріївна                    | Закарпатська область       | Міжгірський                     | Голова виконкому Келечинської сільської ради Міжгірського району |                                                                      |
| Палажченко Леонід Іванович              | Волинська область          | Горохівський                    | 1-й секретар Волинського обласного комітету КПУ |                                                                      |
| Панікарський Костянтин Іванович         | Київ                       | Ленінський                      | 1-й секретар Ленінського районного комітету КПУ м. Києва |                                                                      |
| Пантелеєв Микола Олексійович            | Кримська область           | Красноперекопський              | Голова Державного комітету УРСР по праці |                                                                      |
| Панькін Валентин Єпіфанович             | Полтавська область         | Зіньківський                    | Командуючий авіацією Київського військового округу, генерал-полковник авіації |                                                                      |
| Партола Ганна Петрівна                  | Харківська область         | Індустріальний                  | Фрезерувальниця Харківського турбінного заводу імені С. М. Кірова |                                                                      |
| Парубок Омелян Никонович                | Черкаська область          | Жашківський                     | Ланковий механізованої ланки колгоспу імені Суворова (Жашківського району) |                                                                      |
| Парубочий Йосип Семенович               | Львівська область          | Радехівський                    | Голова колгоспу імені Ярослава Галана (Радехівського району) |                                                                      |
| Патон Борис Євгенович                   | Київ                       | Щербаковський                   | Президент Академії наук УРСР, директор Інституту електрозварювання імені Є. О. Патона АН УРСР                                                                                     |                                                                      |
| Пашинська Галина Захарівна              | Київська область           | Макарівський                    | Вчителька Макарівської середньої школи |                                                                      |
| Пашута Людмила Іванівна                 | Хмельницька область        | Центральний                     | Монтажниця Хмельницького радіотехнічного заводу імені XXV з'їзду КПРС |                                                                      |
| Пащенко Андрій Якович                   | Донецька область           | Київський                       | Голова Державного комітету УРСР у справах видавництв, поліграфії і книжкової торгівлі                                                                                             |                                                                      |
| Перепадя Михайло Григорович             | Ворошиловградська область. | Свердловський                   | Завідувач відділу важкої промисловості ЦК КПУ |                                                                      |
| Перстинчик Микола Іванович              | Чернівецька область        | Кельменецький                   | Голова колгоспу імені Леніна (Кельменецького району) |                                                                      |
| Петраш Терезія Йосипівна                | Закарпатська область       | Берегівський                    | Ланкова комсомольсько-молодіжної бригади саду Радянсько-угорської дружби імені Леніна Закарпатської обласної державної сільськогосподарської дослідної станції (Берегівський р-н) |                                                                      |
| Петренко Ганна Костянтинівна            | Черкаська область          | Корсунь-Шевченківський          | Голова виконкому Моринської сільської ради Корсунь-Шевченківського району |                                                                      |
| Петренко Іван Петрович                  | Запорізька область         | Михайлівський                   | Механізатор радгоспу «Ентузіаст» (Веселівського району) |                                                                      |
| Петров Юрій Володимирович               | Харківська область         | Красноградський                 | Начальник Управління Комітету державної безпеки УРСР по Харківській області |                                                                      |
| Пилипенко Віктор Васильович             | Одеська область            | Ізмаїльський                    | Начальник Радянського Дунайського пароплавства |                                                                      |
| Писаревська Любов Василівна             | Запорізька область         | Димитровський                   | Електрозварниця Запорізького виробничого об'єднання «Моторобудівник» імені 50-річчя Великої Жовтневої соціалістичної революції                                                    |                                                                      |
| Підкупняк Надія Павлівна                | Вінницька область          | Теплицький                      | Доярка колгоспу «Росія» (Теплицького району) |                                                                      |
| Підопригора Валентина Михайлівна        | Київ                       | Малиновський                    | Затяжчиця Київської взуттєвої фабрики імені 10-річчя Комсомолу України |                                                                      |
| Піхтерєв Володимир Микитович            | Донецька область           | Абакумовський                   | Бригадир комплексної бригади робітників очисного вибою шахти імені Є. Т. Абакумова виробничого об'єднання «Донецьквугілля»                                                        |                                                                      |
| Пліскановський Станіслав Тихонович      | Запорізька область         | Осипенківський                  | 1-й заступник міністра чорної металургії УРСР |                                                                      |
| Плічко Галина Василівна                 | Дніпропетровська область   | Жовтоводський                   | Слюсар-складальник Жовтоводського ремонтного заводу |                                                                      |
| Площенко Володимир Дмитрович            | Київ                       | Першотравневий                  | Міністр житлово-комунального господарства УРСР |                                                                      |
| Плютинський Володимир Антонович         | Ровенська область          | Ровенський                      | Голова колгоспу «Зоря комунізму» (Ровенського району) |                                                                      |
| Плєхов Василь Іванович                  | Харківська область         | Первомайський                   | Голова колгоспу «Україна» (Первомайського району) |                                                                      |
| Поведа Галина Антонівна                 | Хмельницька область        | Шепетівський міський            | Апаратниця Шепетівського цукрового комбінату |                                                                      |
| Погорєлов Олексій Васильович            | Харківська область         | Вузівський                      | Завідувач відділу Фізико-технічного інституту низьких температур Академії наук УРСР                                                                                               |                                                                      |
| Погребняк Яків Петрович                 | Миколаївська область       | Центральний                     | Секретар ЦК КПУ |                                                                      |
| Подкопаєва Клавдія Іванівна             | Кіровоградська область     | Маловисківський                 | Ланкова колгоспу «Перше травня» (Маловисківського району) |                                                                      |
| Подшивалов Володимир Іванович           | Харківська область         | Комінтернівський                | 1-й секретар Харківського міського комітету КПУ |                                                                      |
| Покровський Ерік Костянтинович          | Кримська область           | Центральний                     | 1-й секретар Сімферопольського міського комітету КПУ |                                                                      |
| Полтавський Сергій Єфремович            | Чернівецька область        | Вижницький                      | Водій лісовоза Берегометського лісокомбінату імені 50-річчя Радянської України (Вижницького району)                                                                               |                                                                      |
| Помпа Клавдія Якимівна                  | Дніпропетровська область   | Кіровський                      | Дільничий лікар Дніпропетровської дитячої лікарні № 2 |                                                                      |
| Попов Веніамін Степанович               | Запорізька область         | Жовтневий                       | Ректор Запорізького машинобудівного інституту імені В. Я. Чубаря |                                                                      |
| Попов Віктор Васильович                 | Харківська область         | Центральний                     | Різьбошліфувальник Харківського авіаційного заводу імені Ленінського комсомолу |                                                                      |
| Попов Микола Михайлович                 | Ворошиловградська область  | Ленінський                      | 1-й секретар Ворошиловградського міського комітету КПУ |                                                                      |
| Попович Павло Романович                 | Київська область           | Сквирський                      | Льотчик-космонавт СРСР, генерал-майор авіації |                                                                      |
| Поручник Василь Іванович                | Львівська область          | Старосамбірський                | Тракторист колгоспу імені Шевченка (Старосамбірського району) |                                                                      |
| Постой Валентина Михайлівна             | Донецька область           | Слов'янський-Залізничний        | Бригадир комсомольсько-молодіжної бригади Слов'янського керамічного комбінату |                                                                      |
| Постольник Лідія Іванівна               | Дніпропетровська область   | Синельниківський                | Ланкова операторів машинного доїння колгоспу імені В. І. Леніна (Синельниківського району)                                                                                        |                                                                      |
| Походін Віктор Пилипович                | Одеська область            | Ананьївський                    | Голова виконкому Одеської обласної ради |                                                                      |
| Починок Макар Іванович                  | Хмельницька область        | Деражнянський                   | Голова виконкому Хмельницької обласної ради | 10 серпня 1982 помер                                                 |
| Приклонський Віктор Васильович          | Донецька область           | Красноармійський міський        | Начальник Донецької залізниці | 6 квітня 1981 помер                                                  |
| Пристая Михайло Дмитрович               | Закарпатська область       | Хустський                       | Тракторист колгоспу імені Мічуріна (Хустського району) |                                                                      |
| Притуп Уляна Олександрівна              | Чернігівська область       | Козелецький                     | Завідувачка дільниці колгоспу «Авангард» (Козелецького району) |                                                                      |
| Прищепа Петро Купріянович               | Ровенська область          | Острозький                      | Голова виконкому Ровенської обласної ради |                                                                      |
| Продан Костянтин Костянтинович          | Дніпропетровська область   | Царичанський                    | Помічник 1-го секретаря ЦК КПУ |                                                                      |
| Прокопенко Ганна Дмитрівна              | Полтавська область         | Хорольський                     | Доярка колгоспу імені Леніна (Хорольського району) |                                                                      |
| Проценко Діна Йосипівна                 | Херсонська область         | Шуменський                      | Голова Державного комітету УРСР по охороні природи |                                                                      |
| Пустовойт Іван Данилович                | Вінницька область          | Хмільницький                    | Бригадир тракторної бригади колгоспу імені Мічуріна (Хмільницького району) |                                                                      |
| Пучковська Надія Олександрівна          | Одеська область            | Приморський                     | Директор Одеського науково-дослідного інституту очних хвороб і тканинної терапії імені академіка В. П. Філатова                                                                   |                                                                      |
| Радзієвський Іван Іванович              | Київ                       | Подільський                     | Бригадир фрезерувальників Київського заводу «Ленінська кузня» |                                                                      |
| Радченко Пелагія Іванівна               | Ворошиловградська область  | Кам'янобрідський                | Ткаля Ворошиловградського тонкосуконного комбінату |                                                                      |
| Ратушна Галина Єлисеївна                | Запорізька область         | Оріхівський                     | Доярка колгоспу «Росія» (Оріхівського району) |                                                                      |
| Ревенко Григорій Іванович               | Київська область           | Обухівський                     | 2-й секретар Київського обласного комітету КПУ |                                                                      |
| Ревенко Микола Мусійович                | Чернівецька область        | Сокирянський                    | 2-й секретар Чернівецького обласного комітету КПУ |                                                                      |
| Резнік Борис Якович                     | Одеська область            | Університетський                | Завідувач кафедри педіатрії Одеського державного медичного інституту імені М. І. Пирогова                                                                                         |                                                                      |
| Ремесло Василь Миколайович              | Київська область           | Богуславський                   | Директор Миронівського науково-дослідного інституту селекції і насінництва пшениці                                                                                                | 4 вересня 1983 помер                                                 |
| Репа Ганна Андріївна                    | Донецька область           | Ясинуватський                   | Доярка колгоспу «Октябрський» (Ясинуватського району) |                                                                      |
| Рибка Іван Іванович                     | Київська область           | Броварський                     | Головний зоотехнік радгоспу «Плосківський» (Броварського району) |                                                                      |
| Рижук Марія Матвіївна                   | Київська область           | Тетіївський                     | Керуюча виробничою ділянкою колгоспу «Прогрес» (Тетіївського району) |                                                                      |
| Римар Володимир Павлович                | Харківська область         | Балаклійський                   | Буровий майстер Шебелинського управління бурових робіт |                                                                      |
| Рінкевич Ганна Іванівна                 | Кримська область           | Кіровський                      | Голова виконкому Льговської сільської ради Кіровського району |                                                                      |
| Романенко Анатолій Юхимович             | Дніпропетровська область   | Нікопольський                   | Міністр охорони здоров'я УРСР |                                                                      |
| Романчук Анатолій Олександрович         | Волинська область          | Заводський                      | Токар Луцького автомобільного заводу |                                                                      |
| Рощупкін Олександр Мефодійович          | Кримська область           | Ялтинський                      | 2-й секретар Кримського обласного комітету КПУ |                                                                      |
| Рудич Фелікс Михайлович                 | Львівська область          | Підзамчевський                  | Завідувач відділу науки і навчальних закладів ЦК КПУ |                                                                      |
| Рябошапка Микола Миколайович            | Миколаївська область       | Вознесенський                   | Голова колгоспу імені Кірова (Вознесенського району) |                                                                      |
| Сабатіна Валентина Мефодіївна           | Одеська область            | Заводський                      | Контролер Одеського виробничого трикотажного об'єднання імені Н. К. Крупської |                                                                      |
| Саворський Петро Костянтинович          | Дніпропетровська область   | Кривбасівський                  | Директор рудоуправління імені Ф. Е. Дзержинського виробничого об'єднання «Кривбасруда»                                                                                            |                                                                      |
| Савченко Марія Харитонівна              | Сумська область            | Лебединський                    | Завідувачка молочнотоварної ферми колгоспу імені Леніна (Лебединського району) |                                                                      |
| Саєнко Анатолій Іонович                 | Вінницька область          | Гайсинський                     | Водій Гайсинського автотранспортного підприємства 10136 |                                                                      |
| Сазанська Раїса Іванівна                | Одеська область            | Заставський                     | Гальваник Одеського науково-виробничого об'єднання «Кисеньмаш» |                                                                      |
| Сайко Людмила Михайлівна                | Житомирська область        | Олевський                       | Вчителька Радовельської середньої школи Олевського району |                                                                      |
| Сайковська Галина Кирилівна             | Харківська область         | Московський                     | Електромонтажниця Харківського електромеханічного заводу |                                                                      |
| Салях Ніна Антонівна                    | Хмельницька область        | Волочиський                     | Ланкова колгоспу «Ленінський шлях» (Волочиського району) |                                                                      |
| Санатовська Софія Остапівна             | Львівська область          | Яворівський                     | Ланкова колгоспу «Україна» (Яворівського району) |                                                                      |
| Санов Микола Михайлович                 | Полтавська область         | Шишацький                       | Міністр харчової промисловості УРСР |                                                                      |
| Саприкіна Людмила Тихонівна             | Миколаївська область       | Миколаївський                   | Доцент Миколаївського кораблебудівного інституту імені адмірала С. О. Макарова |                                                                      |
| Сафронова Валентина Борисівна           | Дніпропетровська область   | Дзержинський                    | Муляр будівельного управління № 2 тресту «Криворіжіндустрбуд» |                                                                      |
| Свенцицький Борис Миколайович           | Волинська область          | Рожищенський                    | Голова виконкому Волинської обласної ради |                                                                      |
| Свиридонова Ганна Стефанівна            | Донецька область           | Макіївський-Совєтський          | Формувальниця Макіївського м'ясокомбінату |                                                                      |
| Святоцький Василь Олександрович         | Львівська область          | Золочівський                    | 2-й секретар Львівського обласного комітету КПУ |                                                                      |
| Сдержиков Федір Семенович               | Донецька область           | Ждановський-Заводський          | Голова Донецької обласної ради професійних спілок |                                                                      |
| Северинов Кузьма Антипович              | Донецька область           | Димитровський                   | Бригадир комплексної бригади робітників очисного вибою шахти № 5—6 імені Г. Димитрова виробничого об'єднання «Красноармійськвугілля»                                              |                                                                      |
| Секретарюк В'ячеслав Васильович         | Львівська область          | Радянський                      | Голова виконкому Львівської міської ради |                                                                      |
| Семенов Юрій Кузьмич                    | Донецька область           | Слов'янський-Центральний        | Генеральний директор виробничого енергетичного об'єднання «Донбасенерго» (м. Горлівка)                                                                                            |                                                                      |
| Семеренко Віра Василівна                | Чернігівська область       | Бахмацький                      | Трактористка колгоспу імені Ватутіна (Бахмацького району) |                                                                      |
| Семичасний Володимир Юхимович           | Сумська область            | Недригайлівський                | Заступник голови Ради Міністрів УРСР |                                                                      |
| Сербез Катерина Пантеліївна             | Запорізька область         | Куйбишевський                   | Голова колгоспу «Побєда» (Куйбишевського району) |                                                                      |
| Сергєєв Володимир Григорович            | Харківська область         | Київський                       | Член-кореспондент Академії наук УРСР, генеральний директор-головний конструктор Харківського науково-виробничого об'єднання «Електроприлад»                                       |                                                                      |
| Сердюк Віктор Іванович                  | Дніпропетровська область   | Покровський                     | Голова колгоспу «Зоря комунізму» (Покровського району) |                                                                      |
| Сех Марія Володимирівна                 | Львівська область          | Пустомитівський                 | Пташниця Пустомитівської птахофабрики |                                                                      |
| Сиволоб Віра Іванівна                   | Харківська область         | Дергачівський                   | Секретар Української республіканської ради професійних спілок |                                                                      |
| Сидоренко Анатолій Миколайович          | Ворошиловградська область  | Перевальський                   | Робітник очисного вибою шахти «Перевальська» виробничого об‘єднання «Ворошиловградвугілля»                                                                                        |                                                                      |
| Синько Тетяна Павлівна                  | Харківська область         | Куп'янський                     | Стернярка Куп'янського ливарного заводу |                                                                      |
| Сирилко Петро Миколайович               | Ровенська область          | Володимирецький                 | Електрозварник Західноукраїнського монтажного участку тресту «Південтеплоенергомонтаж» будівництва Ровенської атомної електростанції                                              |                                                                      |
| Ситник Костянтин Меркурійович           | Дніпропетровська область   | Центральний-Міський             | Віце-президент Академії наук УРСР, директор Інституту ботаніки імені М. Холодного АН УРСР                                                                                         |                                                                      |
| Сівенок Володимир Іванович              | Запорізька область         | Бердянський-Центральний         | Командуючий Південною групою військ, генерал-полковник |                                                                      |
| Сінченко Георгій Захарович              | Полтавська область         | Карлівський                     | Міністр зв'язку УРСР |                                                                      |
| Сіробаба Володимир Якович               | Донецька область           | Марїнський                      | Редактор газети «Радянська Україна», голова правління Спілки журналістів України                                                                                                  |                                                                      |
| Сіроштан Василь Федорович               | Кримська область           | Красногвардійський              | Голова колгоспу імені ХІХ партз'їзду (Красногвардійського району) |                                                                      |
| Скіцько Марія Олексіївна                | Івано-Франківська область  | Городенківський                 | Голова колгоспу «Радянська Конституція» (Городенківського району) |                                                                      |
| Скориков Григорій Петрович              | Чернівецька область        | Кіцманський                     | Начальник Головного штабу Військово-Повітряних Сил СРСР, генерал-полковник авіації                                                                                                |                                                                      |
| Славов Микола Антонович                 | Черкаська область          | Соснівський                     | Начальник Головного управління річкового флоту при Раді Міністрів УРСР |                                                                      |
| Смирнов Володимир Михайлович            | Хмельницька область        | Кам'янець-Подільський           | 1-й секретар Кам'янець-Подільського районного комітету КПУ |                                                                      |
| Снігур Домніка Олександрівна            | Чернівецька область        | Новоселицький                   | Бригадир колгоспу імені Леніна (Новоселицького району) |                                                                      |
| Соколов Іван Захарович                  | Харківська область         | Вовчанський                     | 2-й секретар ЦК КПУ | 1 жовтня 1982 помер                                                  |
| Соколов Микола Андрійович               | Донецька область           | Шахтарський міський             | Бригадир робітників очисного вибою шахтоуправління «Стожківське» виробничого об'єднання «Шахтарськантрацит»                                                                       |                                                                      |
| Солдатенко Борис Васильович             | Чернівецька область        | Заставнівський                  | 2-й секретар ЦК ЛКСМУ |                                                                      |
| Соловець Євгенія Пилипівна              | Кримська область           | Керченський                     | Бригадир Керченського будівельного управління № 21 тресту «Керчметалургбуд» |                                                                      |
| Соловйов Леонід Олександрович           | Ворошиловградська область  | Попаснянський                   | Машиніст тепловоза локомотивного депо Попасна Донецької залізниці | 8 грудня 1984 помер                                                  |
| Соловйова Людмила Єгорівна              | Донецька область           | Донецький-Калінінський          | Вчителька Донецької середньої школи № 95 |                                                                      |
| Сологуб Віталій Олексійович             | Донецька область           | Торезький                       | Голова Української республіканської ради професійних спілок |                                                                      |
| Соломаха Віталій Костянтинович          | Черкаська область          | Маньківський                    | Міністр м'ясної і молочної промисловості УРСР |                                                                      |
| Спицин Володимир Кузьмич                | Донецька область           | Центральний                     | Голова виконкому Донецької міської ради |                                                                      |
| Стаднюк Людмила Володимирівна           | Київ                       | Залізничний                     | В'язальниця Київського виробничого трикотажного об'єднання імені Рози Люксембург                                                                                                  |                                                                      |
| Старунський Володимир Гордійович        | Херсонська область         | Суворовський                    | Міністр торгівлі УРСР |                                                                      |
| Статінов Анатолій Сергійович            | Донецька область           | Макіївський-Червоногвардійський | 2-й секретар Донецького обласного комітету КПУ |                                                                      |
| Стельмах Тетяна Дмитрівна               | Житомирська область        | Коростишівський                 | Доярка колгоспу імені Мічуріна (Коростишівського району) |                                                                      |
| Степаненко Ігор Дмитрович               | Вінницька область          | Калинівський                    | Заступник голови Ради Міністрів УРСР |                                                                      |
| Стрельцов Василь Омелянович             | Дніпропетровська область   | Верхньодніпровський             | 1-й секретар Верхньодніпровського районного комітету КПУ |                                                                      |
| Стрельченко Іван Михайлович             | Ворошиловградська область  | Антрацитівський                 | Голова колгоспу імені Леніна (Антрацитівського району) |                                                                      |
| Струков Олександр Володимирович         | Донецька область           | Горлівський-Микитівський        | Директор шахти «Комсомолець» виробничого об'єднання «Артемвугілля» |                                                                      |
| Ступак Микола Лаврентійович             | Київ                       | Русанівський                    | Бригадир водіїв автотранспортного підприємства № 09122 |                                                                      |
| Ступаченко Таїса Антонівна              | Миколаївська область       | Очаківський                     | Бригадир радгоспу-заводу «Радянський сад» (Миколаївського району) |                                                                      |
| Суковатий Леонід Анатолійович           | Ровенська область          | Здолбунівський                  | Машиніст тепловоза Здолбунівського локомотивного депо Львівської залізниці |                                                                      |
| Сургай Микола Сафонович                 | Донецька область           | Пролетарський                   | Генеральний директор виробничого об'єднання «Донецьквугілля» |                                                                      |
| Сухецький Петро Петрович                | Київська область           | Миронівський                    | Ланковий механізованої ланки колгоспу «Прогрес» (Рокитнянського району) |                                                                      |
| Сухов Ігор Миколайович                  | Ворошиловградська область  | Жовтневий                       | Генеральний директор виробничого об'єднання «Ворошиловградський тепловозобудівний завод імені Жовтневої революції»                                                                |                                                                      |
| Сухолитка Параска Петрівна              | Івано-Франківська область  | Снятинський                     | Доярка колгоспу «Перше травня» (Снятинського району) |                                                                      |
| Тарасенко Володимир Стефанович          | Дніпропетровська область   | Новомосковський                 | Голова колгоспу імені Котовського (Новомосковського району) |                                                                      |
| Тарушкін Олексій Петрович               | Ворошиловградська область  | Сватівський                     | Заступник постійного представника Ради Міністрів УРСР при Раді Міністрів СРСР |                                                                      |
| Телегуз Катерина Зіновіївна             | Ровенська область          | Костопільський                  | Голова виконкому Костопільської районної ради |                                                                      |
| Темний Василь Федорович                 | Вінницька область          | Літинський                      | Голова виконкому Вінницької обласної ради |                                                                      |
| Терентьєв Юрій Павлович                 | Донецька область           | Краматорський                   | 1-й заступник командуючого військами Київського військового округу, генерал-лейтенант                                                                                             |                                                                      |
| Терновий Костянтин Сергійович           | Львівська область          | Жидачівський                    | Заступник міністра — начальник 4-го Головного управління при Міністерстві охорони здоров'я УРСР                                                                                   |                                                                      |
| Тимохін Олександр Єгорович              | Дніпропетровська область   | Заводський                      | Вальцювальник Дніпровського металургійного заводу імені Дзержинського (м. Дніпродзержинськ)                                                                                       |                                                                      |
| Тимошишина Надія Олексіївна             | Ровенська область          | Дубнівський                     | Доярка колгоспу імені Паризької комуни (Дубнівського району) |                                                                      |
| Титаренко Євдокія Іванівна              | Черкаська область          | Центральний                     | Ткаля Черкаського шовкового комбінату |                                                                      |
| Титаренко Олексій Антонович             | Запорізька область         | Бердянський-Ульяновський        | Секретар ЦК КПУ |                                                                      |
| Тітова Валентина Петрівна               | Запорізька область         | Запорізький-Комунарський        | Монтажниця Запорізького приладобудівного заводу |                                                                      |
| Товстановський Олександр Іванович       | Івано-Франківська область  | Коломийський                    | 1-й заступник міністра сільського господарства УРСР |                                                                      |
| Токар Ніна Гаврилівна                   | Херсонська область         | Бериславський                   | Вчителька Кіровської середньої школи Бериславського району |                                                                      |
| Томчишин Віра Миколаївна                | Львівська область          | Сокальський                     | Зоотехнік-селекціонер колгоспу імені Горького (Сокальського району) |                                                                      |
| Трефілов Віктор Іванович                | Ворошиловградська область  | Краснолуцький                   | Віце-президент Академії наук УРСР, директор Інституту проблем матеріалознавства АН УРСР                                                                                           |                                                                      |
| Тринога Микола Євгенович                | Черкаська область          | Придніпровський                 | Помічник майстра текстильного цеху № 1 Черкаського заводу хімічного волокна імені XXII з'їзду КПРС                                                                                |                                                                      |
| Тронько Петро Тимофійович               | Черкаська область          | Черкаський                      | Завідувач відділу Інституту історії Академії наук УРСР |                                                                      |
| Троян Олександр Іванович                | Львівська область          | Бориславський                   | Начальник Центрального статистичного управління УРСР |                                                                      |
| Трухан Іван Васильович                  | Київ                       | Ленінградський                  | Фрезерувальник Київського авіаційного виробничого об'єднання імені 50-річчя Великої Жовтневої соціалістичної революції                                                            |                                                                      |
| Тур Василь Захарович                    | Одеська область            | Татарбунарський                 | Голова колгоспу імені Татарбунарського повстання (Татарбунарського району) |                                                                      |
| Тягно Іван Іванович                     | Харківська область         | Краснокутський                  | Ланковий механізованої ланки колгоспу імені Леніна (Краснокутського району) |                                                                      |
| Умрихін Петро Іванович                  | Одеська область            | Залізничний                     | Газозварник Одеського спеціалізованого управління № 511 тесту «Чорноморпромсантехмонтаж»                                                                                          |                                                                      |
| Усенко Анатолій Васильович              | Дніпропетровська область   | Металургійний                   | Сталевар Криворізького металургійного заводу «Криворіжсталь» імені В. І. Леніна                                                                                                   |                                                                      |
| Устименко Григорій Якимович             | Полтавська область         | Полтавський                     | Голова виконкому Полтавської обласної ради |                                                                      |
| Ухналь Алла Миколаївна                  | Полтавська область         | Центральний                     | Випробувач електродвигунів Полтавського електромеханічного заводу «Електромотор»                                                                                                  |                                                                      |
| Федорак Ганна Миколаївна                | Івано-Франківська область  | Богородчанський                 | Доярка колгоспу імені Руднєва (Богородчанського району) |                                                                      |
| Федоров Олексій Костянтинович           | Чернігівська область       | Ріпкинський                     | Командуючий 1-ю гвардійською армією Київського військового округу, генерал-майор                                                                                                  |                                                                      |
| Федорчук Віталій Васильович             | Одеська область            | Малиновський                    | Голова Комітету державної безпеки УРСР |                                                                      |
| Фещенко Ольга Василівна                 | Київ                       | Гагарінський                    | Крутильниця виробничого об'єднання «Хімволокно» |                                                                      |
| Філоненко Віктор Лазарович              | Чернігівська область       | Новгород-Сіверський             | Голова виконкому Чернігівської обласної ради |                                                                      |
| Фокін Вітольд Павлович                  | Ворошиловградська область  | Брянківський                    | 1-й заступник голови Держплану УРСР |                                                                      |
| Фоменко Микола Федосійович              | Донецька область           | Горлівський-Центральний         | 1-й секретар Горлівського міського комітету КПУ | 23 лютого 1983 помер                                                 |
| Фоменко Михайло Володимирович           | Тернопільська область      | Бережанський                    | Міністр освіти УРСР |                                                                      |
| Фомичов Павло Васильович                | Одеська область            | Котовський                      | Член Військової Ради — начальник Політуправління Одеського військового округу, генерал-лейтенант                                                                                  |                                                                      |
| Фоміна (Летуновська) Таїсія Євгенівна   | Житомирська область        | Бердичівський міський           | Швея-мотористка Бердичівської швейної фабрики імені 60-річчя Радянської України                                                                                                   |                                                                      |
| Фурсенко Катерина Миколаївна            | Миколаївська область       | Первомайський                   | Арматурниця-електрозварниця управління будівництва Південноукраїнської атомної електростанції                                                                                     |                                                                      |
| Халупник Раїса Федорівна                | Запорізька область         | Мелітопольський                 | Свинарка колгоспу «Україна» (Мелітопольського району) |                                                                      |
| Харін Валентин Аркадійович              | Ворошиловградська область  | Стахановський                   | Машиніст гірничих виймальних машин шахти імені Ілліча виробничого об'єднання «Стахановвугілля»                                                                                    |                                                                      |
| Харченко Григорій Петрович              | Запорізька область         | Мелітопольський-Залізничний     | 2-й секретар Запорізького обласного комітету КПУ |                                                                      |
| Хвостенко Алла Семенівна                | Київська область           | Білоцерківський                 | Оператор машинного доїння радгоспу «Білоцерківський» (Білоцерківського району) |                                                                      |
| Хижняк Любов Павлівна                   | Одеська область            | Ленінський                      | Пресувальниця Одеського цукрорафінадного заводу |                                                                      |
| Хизуненко Володимир Семенович           | Донецька область           | Ясинуватський міський           | 1-й заступник голови виконкому Донецької обласної ради |                                                                      |
| Хмара Марія Семенівна                   | Донецька область           | Горлівський-Калінінський        | Старша апаратниця Горлівського виробничого об'єднання «Стирол» імені Серго Орджонікідзе                                                                                           | 12 грудня 1983 померла                                               |
| Холопов Володимир Олексійович           | Донецька область           | Макіївський                     | Прохідник шахти імені А. Б. Батова виробничого об'єднання «Макіїввугілля» |                                                                      |
| Хоменко Василь Олексійович              | Житомирська область        | Баранівський                    | Генеральний директор Баранівського виробничого об'єднання «Фарфор» |                                                                      |
| Хоменко Микола Григорович               | Сумська область            | Конотопський міський            | 2-й секретар Сумського обласного комітету КПУ |                                                                      |
| Хорунжий Михайло Васильович             | Хмельницька область        | Ярмолинецький                   | Міністр сільського господарства УРСР |                                                                      |
| Царук Валентина Опанасівна              | Львівська область          | Шевченківський                  | В'язальниця Львівського виробничого трикотажного об'єднання «Промінь» |                                                                      |
| Цепенюк Ольга Софронівна                | Чернівецька область        | Хотинський                      | Телятниця колгоспу «Прапор перемоги» (Хотинського району) |                                                                      |
| Цихмістро Володимир Васильович          | Харківська область         | Нововодолазький                 | Тракторист радгоспу імені Комінтерну (Нововодолазького району) |                                                                      |
| Цоколаєв Ельдар Веніамінович            | Тернопільська область      | Кременецький                    | Командуючий Військово-Повітряними силами Прикарпатського військового округу, генерал-лейтенант авіації                                                                            |                                                                      |
| Чалий Василь Опанасович                 | Харківська область         | Залізничний                     | Машиніст тепловоза локомотивного депо імені С. М. Кірова станції Основа Південної залізниці                                                                                       |                                                                      |
| Череп Валерій Іванович                  | Сумська область            | Краснопільський                 | Голова правління Українського міжколгоспного об'єднання по будівництву «Укрміжколгоспбуд»                                                                                         |                                                                      |
| Чернега Людмила Василівна               | Кіровоградська область     | Ленінський                      | Токар Кіровоградського заводу сільськогосподарських машин «Червона Зірка» |                                                                      |
| Чернецька Валентина Петрівна            | Одеська область            | Ширяївський                     | Агроном колгоспу «Шляхом Леніна» (Миколаївського району) |                                                                      |
| Черничкін Борис Васильович              | Севастополь                | Нахімовський                    | 1-й секретар Севастопольського міського комітету КПУ |                                                                      |
| Чернов Юрій Пилипович                   | Ворошиловградська область  | Артемівський                    | Бригадир слюсарів-інструментальників Ворошиловградського емалювального заводу імені Артема                                                                                        |                                                                      |
| Чешенко Лідія Григорівна                | Одеська область            | Тарутинський                    | Бригадир виноградарської бригади радгоспу-заводу «Південний» (Саратського району)                                                                                                 |                                                                      |
| Чистов Сергій Олександрович             | Кримська область           | Орджонікідзевський              | 1-й секретар Керченського міського комітету КПУ |                                                                      |
| Чистовська Валентина Андріївна          | Донецька область           | Куйбишевський                   | Апаратниця Донецького заводу хімічних реактивів імені 50-річчя Великої Жовтневої соціалістичної революції                                                                         |                                                                      |
| Чорна Галина Олександрівна              | Полтавська область         | Кременчуцький-Крюківський       | Стернярка сталеливарного заводу Кременчуцького виробничого об'єднання вагонобудування                                                                                             |                                                                      |
| Чорна Олександра Іванівна               | Донецька область           | Костянтинівський                | Старший бригадир овочівницької бригади радгоспу «Берестовий» імені 50-річчя Великого Жовтня (Костянтинівського району)                                                            | 30 жовтня 1980 повноваження складено                                 |
| Чорна Олена Іванівна                    | Вінницька область          | Замостянський                   | Заготівельниця Вінницького радіолампового заводу імені 60-річчя Жовтня |                                                                      |
| Чулкова Віра Андріївна                  | Донецька область           | Горлівський-Румянцевський       | Фрезерувальниця Горлівського машинобудівного заводу імені С. М. Кірова |                                                                      |
| Чумак Аркадій Степанович                | Житомирська область        | Андрушівський                   | Завідувач відділу адміністративних органів ЦК КПУ |                                                                      |
| Чумаченко Володимир Миколайович         | Донецька область           | Добропільський                  | Машиніст гірничих виймальних машин шахти «Новодонецька» виробничого об'єднання «Добропіллявугілля»                                                                                |                                                                      |
| Шалімов Олександр Олексійович           | Київ                       | Корольовський                   | Директор Київського науково-дослідного інституту клінічної та експериментальної хірургії                                                                                          |                                                                      |
| Шамборський Віктор Корнійович           | Київська область           | Бориспільський                  | Голова Державного комітету УРСР по цінах |                                                                      |
| Шаповал Володимир Никифорович           | Черкаська область          | Драбівський                     | Голова виконкому Черкаської обласної ради |                                                                      |
| Шараєв Леонід Гаврилович                | Ворошиловградська область  | Рубіжанський                    | 2-й секретар Ворошиловградського обласного комітету КПУ |                                                                      |
| Шатілова Віра Василівна                 | Київ                       | Червоноармійський               | Монтажниця Київського виробничого об'єднання «Комуніст» |                                                                      |
| Шваб Олександр Петрович                 | Волинська область          | Камінь-Каширський               | 2-й секретар Волинського обласного комітету КПУ |                                                                      |
| Шевела Любов Трохимівна                 | Київська область           | Кагарлицький                    | Голова виконкому Леонівської сільської ради Кагарлицького району |                                                                      |
| Шевель Георгій Георгійович              | Львівська область          | Сколівський                     | Міністр закордонних справ УРСР |                                                                      |
| Шевкун Микола Дмитрович                 | Львівська область          | Нестеровський                   | Член Військової Ради — начальник Політуправління Прикарпатського військового округу, генерал-лейтенант                                                                            |                                                                      |
| Шевченко Валентина Семенівна            | Донецька область           | Волноваський                    | Заступник голови Президії Верховної Ради УРСР |                                                                      |
| Шевченко Віра Іванівна                  | Херсонська область         | Текстильний                     | Ткаля Херсонського бавовняного комбінату |                                                                      |
| Шевченко Олександр Тихонович            | Донецька область           | Юнокомунарівський               | Міністр промисловості будівельних матеріалів УРСР |                                                                      |
| Шевчук Григорій Іванович                | Хмельницька область        | Новоушицький                    | Голова Партійної комісії при ЦК КПУ |                                                                      |
| Шевчук Софія Володимирівна              | Ровенська область          | Млинівський                     | Ланкова колгоспу імені Івана Франка (Млинівського району) |                                                                      |
| Шейко Любов Яківна                      | Харківська область         | Готвальдівський                 | Бригадир птахоферми дослідного господарства «Борки» Українського науково-дослідного інституту птахівництва (Готвальдовського району)                                              |                                                                      |
| Шелест Софія Андріївна                  | Львівська область          | Бродівський                     | Трактористка колгоспу імені Чапаєва (Бродівського району) |                                                                      |
| Шемлей Марія Володимирівна              | Тернопільська область      | Чортківський                    | Бригадир дозувальників Колиндянського концентратно-дріжджового комбінату (Чортківського району)                                                                                   |                                                                      |
| Шерегій Марія Іванівна                  | Закарпатська область       | Іршавський                      | Ланкова механізованої ланки садовинрадгоспу «Радянське Закарпаття» (Іршавського району)                                                                                           |                                                                      |
| Шишова Наталія Михайлівна               | Херсонська область         | Новокаховський                  | Токар Новокаховського електромашинобудівного заводу імені 50-річчя Великої Жовтневої соціалістичної революції                                                                     |                                                                      |
| Шматольян Іван Іванович                 | Кримська область           | Чорноморський                   | Міністр заготівель УРСР |                                                                      |
| Шорін Едуард Олексійович                | Миколаївська область       | Ленінський                      | 1-й секретар Миколаївського міського комітету КПУ |                                                                      |
| Шостак Віра Іванівна                    | Київська область           | Баришівський                    | Майстер машинного доїння радгоспу імені Комінтерну (Баришівського району) |                                                                      |
| Шпак Петро Федорович                    | Донецька область           | Дзержинський                    | Міністр геології УРСР |                                                                      |
| Шпаковський Лев Костянтинович           | Дніпропетровська область   | П'ятихатський                   | Міністр побутового обслуговування населення УРСР |                                                                      |
| Шраменко Віктор Макарович               | Ровенська область          | Жовтневий                       | Завідувач відділу машинобудування ЦК КПУ |                                                                      |
| Штученко Віктор Васильович              | Кримська область           | Джанкойський міський            | Завідувач відділу торгівлі і побутового обслуговування ЦК КПУ |                                                                      |
| Шульгін Микола Павлович                 | Сумська область            | Конотопський                    | Міністр будівництва і експлуатації автомобільних шляхів УРСР |                                                                      |
| Шуральов Володимир Михайлович           | Житомирська область        | Коростенський                   | Командуючий 8-ю танковою армією Прикарпатського військового округу, генерал-майор танкових військ                                                                                 |                                                                      |
| Шурубура Валентина Василівна            | Чернігівська область       | Ніжинський міський              | Електрозварювальниця Ніжинського заводу сільськогосподарського машинобудування імені 60-річчя Великої Жовтневої соціалістичної революції виробничого об'єднання «Ніжинсільмаш»    |                                                                      |
| Щепетильников Аркадій Миколайович       | Полтавська область         | Кременчуцький-Центральний       | Міністр монтажних і спеціальних будівельних робіт УРСР |                                                                      |
| Щербина Віктор Петрович                 | Київ                       | Кіровський                      | Токар Київського заводу «Арсенал» імені В. І. Леніна |                                                                      |
| Щербицький Володимир Васильович         | Дніпропетровська область   | Баглійський                     | 1-й секретар ЦК КПУ |                                                                      |
| Щирський Микола Пантелійович            | Одеська область            | Овідіопольський                 | 1-й секретар Овідіопольського районного комітету КПУ |                                                                      |
| Щуцька Ніна Сафонівна                   | Вінницька область          | Барський                        | Пресувальниця Барського машинобудівного заводу |                                                                      |
| Юпко Лев Дмитрович                      | Запорізька область         | Центральний                     | Директор Запорізького металургійного заводу «Запоріжсталь» імені Серго Орджонікідзе                                                                                               |                                                                      |
| Юрченко Ада Дмитрівна                   | Полтавська область         | Семенівський                    | Ланкова колгоспу «Маяк» (Оржицького району) |                                                                      |
| Юрченко Микола Тимофійович              | Полтавська область         | Лохвицький                      | Голова колгоспу «Перемога комунізму» (Лохвицького району) |                                                                      |
| Юрчишин Ганна Степанівна                | Тернопільська область      | Заліщицький                     | Оператор машинного доїння корів колгоспу «Дружба» (Заліщицького району) |                                                                      |
| Якименко Олександр Никифорович          | Ровенська область          | Сарненський                     | Голова Верховного Суду УРСР |                                                                      |
| Якимець Григорій Степанович             | Львівська область          | Артемівський                    | Бригадир комплексної бригади будівельного управління № 55 тресту «Львівжитлобуд»                                                                                                  |                                                                      |
| Якица Юрій Васильович                   | Закарпатська область       | Ужгородський міський            | Слюсар-складальник Ужгородського механічного заводу імені XXV з'їзду КПРС |                                                                      |
| Яланський Валентин Антонович            | Запорізька область         | Хортицький                      | Голова виконкому Запорізької міської ради |                                                                      |
| Ямчинський Василь Миколайович           | Житомирська область        | Любарський                      | 2-й секретар Житомирського обласного комітету КПУ |                                                                      |
| Янчук Микола Михайлович                 | Хмельницька область        | Городоцький                     | Ланковий механізованої ланки колгоспу «Іскра» (Городоцького району) |                                                                      |
| Ярошовець Василь Степанович             | Закарпатська область       | Вишківський                     | 2-й секретар Закарпатського обласного комітету КПУ |                                                                      |
| Яцків Катерина Степанівна               | Львівська область          | Самбірський                     | Доярка колгоспу «Більшовик» (Дрогобицького району) |                                                                      |
| Ященко Федір Єлисейович                 | Миколаївська область       | Комсомольський                  | Директор Миколаївського машинобудівного заводу |                                                                      |
| Гуренко Станіслав Іванович              | Чернігівська область       | Менський                        | Заступник Голови Ради Міністрів УРСР | 17 серпня 1980 дообрано, 30 жовтня 1980 повноваження затверджено     |
| Парамонов Володимир Микитович           | Харківська область         | Орджонікідзевський              | 2-й секретар Харківського обласного комітету КПУ | 17 серпня 1980 дообрано, 30 жовтня 1980 повноваження затверджено     |
| Мартиненко Володимир Никифорович        | Черкаська область          | Чигиринський                    | Міністр закордонних справ УРСР | 11 січня 1981 дообрано, 5 червня 1981 повноваження затверджено       |
| Олійник Борис Степанович                | Житомирська область        | Коростенський міський           | Начальник Південно-Західної залізниці | 11 січня 1981 дообрано, 5 червня 1981 повноваження затверджено       |
| Синельникова Алла Миколаївна            | Донецька область           | Костянтинівський                | Бригадир птахокомплексу Щербинівської птахофабрики (Костянтинівського району) | 11 січня 1981 дообрано, 5 червня 1981 повноваження затверджено       |
| Сілаков Віктор Олексійович              | Хмельницька область        | Чемеровецький                   | Член Військової Ради — начальник Політуправління Прикарпатського військового округу                                                                                               | 11 січня 1981 дообрано, 5 червня 1981 повноваження затверджено       |
| Кулініч Микола Федорович                | Полтавська область         | Гадяцький                       | Міністр харчової промисловості УРСР | 12 квітня 1981 дообрано, 5 червня 1981 повноваження затверджено      |
| Кожушко Олександр Михайлович            | Донецька область           | Красноармійський міський        | Начальник Донецької залізниці | 5 липня 1981 дообрано, 26 листопада 1981 повноваження затверджено    |
| Підстригач Ярослав Степанович           | Львівська область          | Першотравневий                  | Директор Інституту прикладних проблем механіки і математики Академії наук УРСР | 12 вересня 1981 дообрано, 26 листопада 1981 повноваження затверджено |
| Нагаєвський Ігор Дмитрович              | Донецька область           | Ждановський-Іллічівський        | Генеральний директор Ждановського виробничого об'єднання «Ждановважмаш» | 29 листопада 1981 дообрано, 9 липня 1982 повноваження затверджено    |
| Хомич Анатолій Захарович                | Донецька область           | Петровський                     | Завідувач відділу транспорту і зв'язку ЦК КПУ | 20 червня 1982 дообрано, 9 липня 1982 повноваження затверджено       |
| Поперняк Анатолій Никифорович           | Хмельницька область        | Деражнянський                   | Голова виконкому Хмельницької обласної ради | 31 жовтня 1982 дообрано, 30 листопада 1982 повноваження затверджено  |
| Гладуш Іван Дмитрович                   | Харківська область         | Вовчанський                     | Міністр внутрішніх справ УРСР | 6 лютого 1983 дообрано, 30 червня 1983 повноваження затверджено      |
| Скляров Віталій Федорович               | Донецька область           | Горлівський-Центральний         | Міністр енергетики і електрифікації УРСР | 22 травня 1983 дообрано, 30 червня 1983 повноваження затверджено     |
| Мерзленко Альберт Васильович            | Ворошиловградська область  | Біловодський                    | Голова виконкому Ворошиловградської обласної ради | 4 грудня 1983 дообрано, 13 січня 1984 повноваження затверджено       |
| Осипенко Петро Григорович               | Київська область           | Богуславський                   | Прокурор УРСР | 4 грудня 1983 дообрано, 13 січня 1984 повноваження затверджено       |
| Гречко Борис Олександрович              | Донецька область           | Горлівський-Калінінський        | Міністр будівництва підприємств важкої індустрії УРСР | 4 березня 1984 дообрано, 15 червня 1984 повноваження затверджено     |
| Зверєв Рід Петрович                     | Ворошиловградська область  | Станично-Луганський             | 2-й секретар Ворошиловградського обласного комітету КПУ | 4 березня 1984 дообрано, 15 червня 1984 повноваження затверджено     |
| Ісаханов Ігор Миколайович               | Київ                       | Березняківський                 | Генеральний директор Київського виробничого об'єднання «Завод Арсенал» | 4 березня 1984 дообрано, 15 червня 1984 повноваження затверджено     |
| Мироненко Віктор Іванович               | Дніпропетровська область   | Криворізький                    | 1-й секретар ЦК ЛКСМУ | 4 березня 1984 дообрано, 15 червня 1984 повноваження затверджено     |